# Storia del giornalismo statunitense
La storia del giornalismo statunitense si sviluppa parallelamente alla storia della nazione americana, dal tempo del colonialismo britannico (XVII-XVIII secolo) al mondo globalizzato di oggi.
Le mutazioni avvenute nel sistema dell'informazione hanno accompagnato le trasformazioni socio-economiche e politiche della nazione. Gli Stati Uniti passano dai giornali dei primi tempi, a diffusione ristretta in quanto diretti all'élite mercantile, alla penny press fiorita verso la metà del XIX secolo segnando il passaggio alla stampa di massa, destinata alla popolazione urbana in espansione per effetto della massiccia immigrazione.
Un secondo cambiamento epocale si verificò tra gli anni 1920, con la nascita dei settimanali d'informazione (Henry Robinson Luce), e gli anni 1950 con lo sviluppo dell'informazione televisiva.
Il terzo cambiamento riguarda la digitalizzazione dell'informazione, che ha portato alla moltiplicazione dei dispositivi sui quali si leggono le notizie e ad una fruizione sempre più individualizzata.

## Le colonie britanniche
Gli inglesi introducono i primi torchi tipografici nei loro possedimenti nordamericani nel 1639. La capitale delle colonie britanniche è Boston. In questa cittadina di circa 10 000 abitanti vengono fondati i primi due giornali nelle colonie inglesi del Nordamerica. Il primo in assoluto è, nel 1690, il Pubblick Occurences, Both Forreign and Domestick, un mensile di quattro pagine, delle quali una è lasciata in bianco così da permettere al lettore di aggiungere le ultime notizie prima di passare il giornale ad amici e colleghi. Il secondo appare il 24 aprile 1704: è il Boston News-Letter, un foglio di notizie di una pagina stampata su due colonne. Il primo, uscito senza autorizzazione, viene soppresso dopo pochi numeri; il secondo, fondato dal direttore dell'ufficio postale locale, decide invece di sottoporsi alla censura preventiva delle autorità. Il terzo quotidiano delle colonie inglesi viene fondato a Filadelfia nel 1719 (American Weekly Mercur) ed il quarto a New York nel 1725 (The New York Gazette). Nel 1736 nasce la Virginia Gazette: il più antico quotidiano degli Stati Uniti tuttora in attività.
Nel 1721 James Franklin, stampatore della Boston Gazette (il nuovo nome del Boston News-letter dal dicembre 1719), decide di fondare un suo giornale senza chiedere l'autorizzazione alle pubbliche autorità. Nasce così, in agosto, il New England Courant, un settimanale di attualità, con fatti e commenti. Franklin, che lo dirige, si fa promotore di una campagna contro il vaiolo; inoltre pubblica sul giornale gli appelli dei lettori, facendosi megafono della cittadinanza. La risposta delle autorità non tarda ad arrivare: nel giugno 1722 viene condannato a un mese di carcere per aver accusato di lassismo l'amministrazione municipale. Anche il fratello minore di James, Benjamin Franklin, si dedica all'attività giornalistica. Inizia a scrivere articoli all'età di 15 anni. Poi, nell'ottobre 1729 si mette in proprio e rileva un giornale a Filadelfia: la Pennsylvania Gazette, nato l'anno prima. Il formato ricalca quello dei giornali inglesi: quattro pagine, di cui le prime tre di notizie e la quarta di pubblicità. Si mette in luce per le sue aperte critiche al modus operandi del governo britannico nella colonia.
Anche a New York (all'epoca una cittadina di poco più di 5 000 abitanti) il New York Weekly Journal è apertamente schierato contro la dominazione coloniale inglese. Nel 1734 il suo direttore, John Peter Zenger, viene arrestato e rinviato a giudizio su querela del governatore inglese William Cosby, ripetutamente attaccato dal settimanale. Al processo, che si svolge nell'agosto 1735, l'avvocato difensore di Zenger si produce in un'arringa memorabile: difende l'onorabilità del giornalista facendo valere il principio secondo cui la stampa è libera «sia di suffragare il potere, sia di farlo apparire arbitrario, [in entrambi i casi] dicendo e scrivendo la verità». Zenger viene assolto e il suo giornale continuerà le pubblicazioni fino al 1751.
Nel 1765 entra in vigore nelle Tredici colonie britanniche lo Stamp Act (legge dell'imposta sul bollo). Emanata dal Parlamento inglese, la legge prescrive una tassazione di un penny per ogni quattro fogli stampati e due scellini per ogni annuncio pubblicitario. A differenza però della madrepatria, nelle colonie tale imposizione è male accolta. A ciò si deve aggiungere anche il fatto che gli americani devono importare tutti i beni, primari e di consumo, dall'Inghilterra: vige il regime di monopolio. La legge diventa talmente impopolare tra i coloni che viene abrogata nello stesso anno.
Dopo la sentenza di assoluzione, la stampa nelle colone inglesi del Nordamerica inizia a vivere un periodo di forte espansione: nel 1765 si stampano regolarmente 23 giornali (di cui quattro a Boston e tre a New York). Vivono soprattutto sulle notizie che provengono da Londra, per questo scontano un ritardo tra gli avvenimenti e la loro pubblicazione che oscilla tra le due e le sei settimane. La diffusione media si aggira intorno alle 600 copie, vale a dire 14.000 copie totali di diffusione su una popolazione di 200 000 abitanti. Rapportato alla popolazione, risulta che il 5% degli abitanti compra un giornale.
Nel 1765 a Boston la folla dà l'assalto all'ufficio del funzionario preposto alla consegna dei bolli (stamp) sugli stampati, devastando l'edificio: sono i primi atti di ribellione contro la dominazione coloniale. I mezzi di comunicazione sono in prima fila nella lotta per l'indipendenza. Samuel Adams, direttore del Boston Independent Advertiser, è uno dei leader del movimento indipendentista. Nel 1772 organizza i “Comitati di corrispondenza” che, l'anno dopo, danno vita alla clamorosa protesta contro le nuove tasse inglesi conosciuta come "Boston Tea Party".
Dopo lo scoppio della Guerra d'indipendenza (1775), si assiste a una crescita enorme della diffusione dei giornali. Inizialmente i settimanali salgono da 37 a 70. Poi, con l'occupazione inglese di Boston e di New York, ne rimangono 20. Il 6 luglio 1776 il Pennsylvania Evening Post di Benjamin Towne pubblica in esclusiva la Dichiarazione d'indipendenza. Trisettimanale, il 30 maggio 1783 passerà ad uscite giornaliere diventando il primo quotidiano americano.

### Galleria d'immagini del XVIII secolo

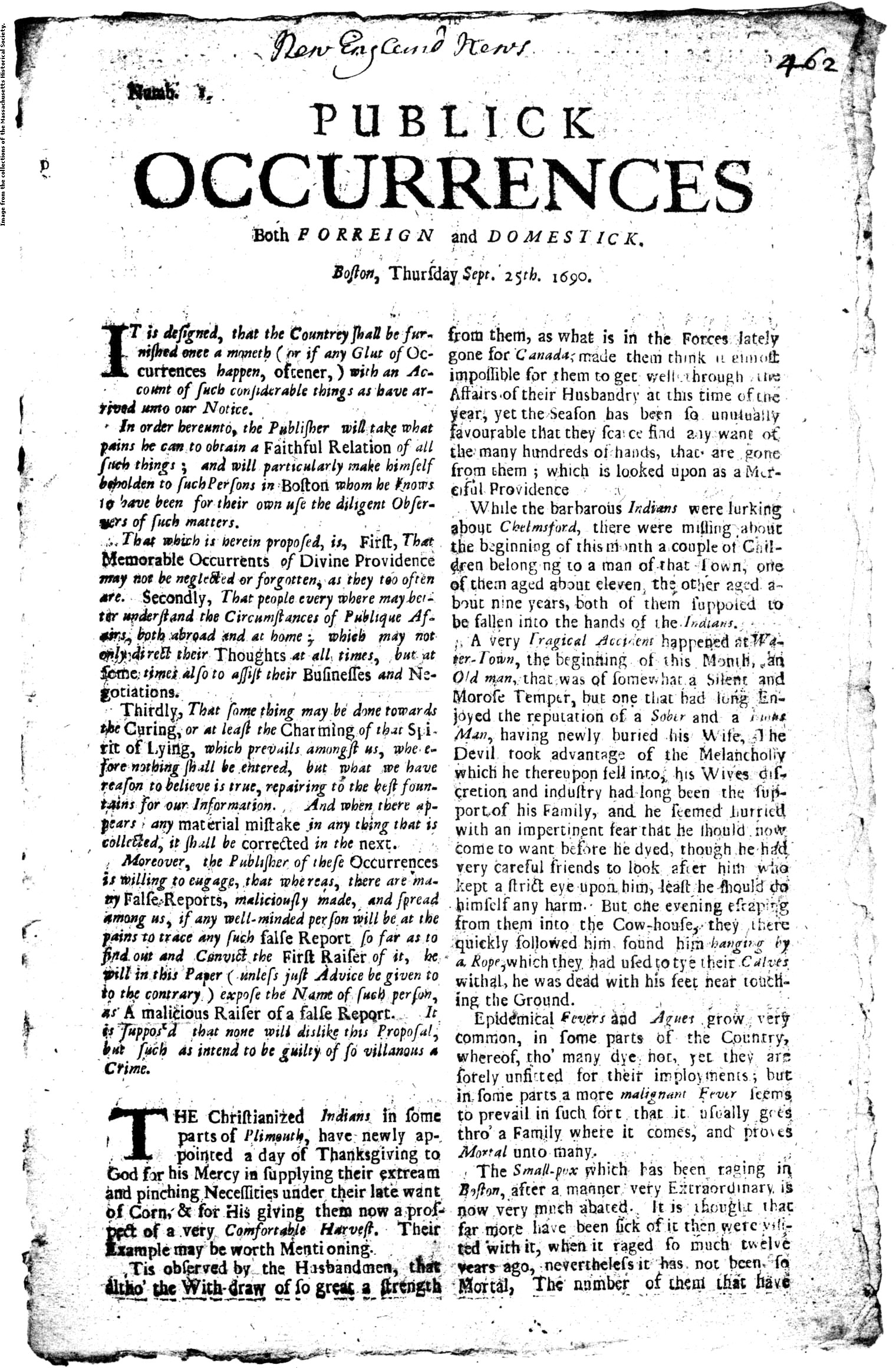
Il primo numero del Publick Occurences, Both Forreign and Domestick (25 settembre 1690)
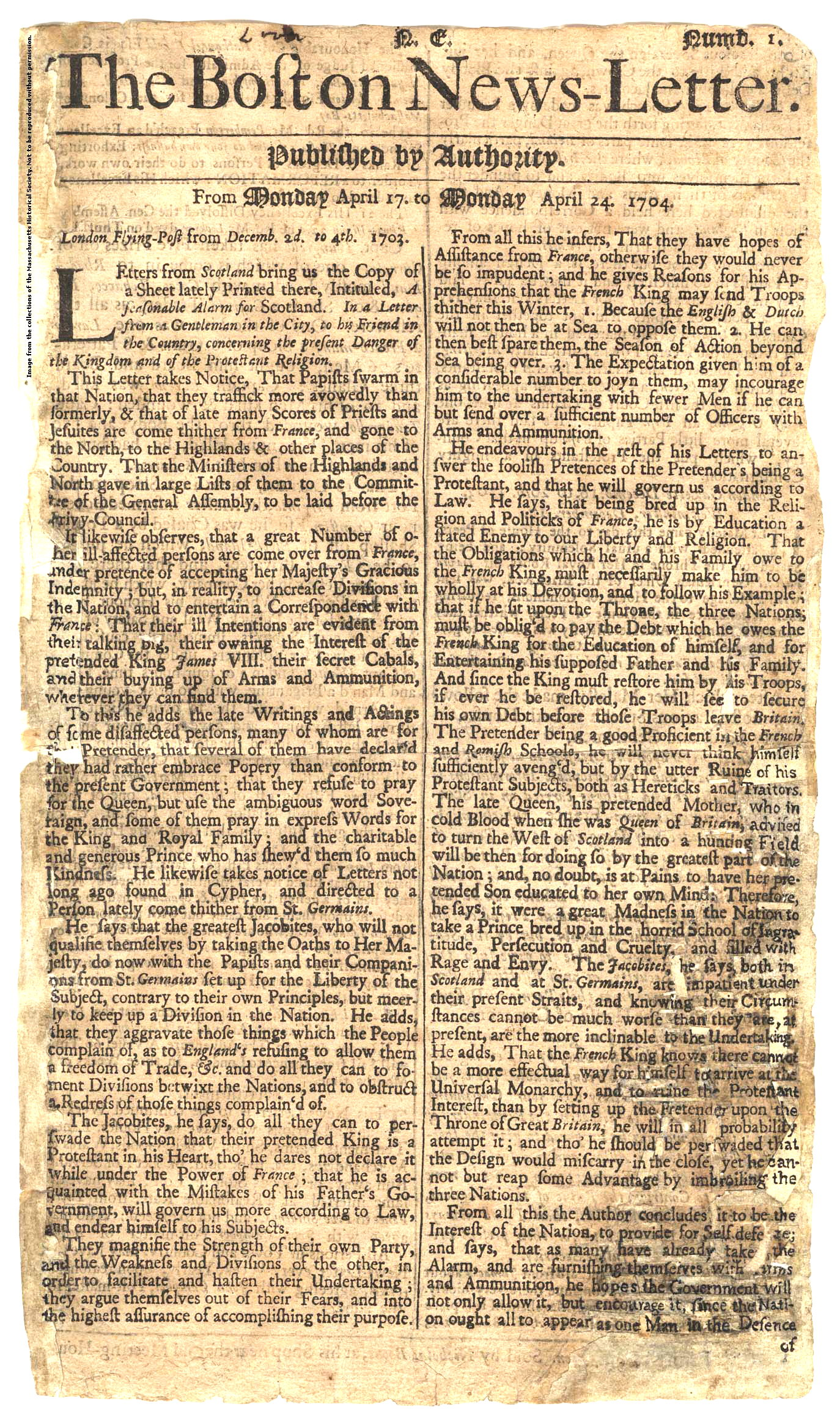
Il primo numero del Boston News-Letter (17 aprile 1704)
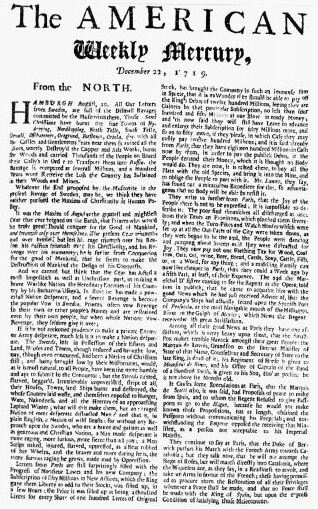
L'American Weekly Mercury (22 dicembre 1719)
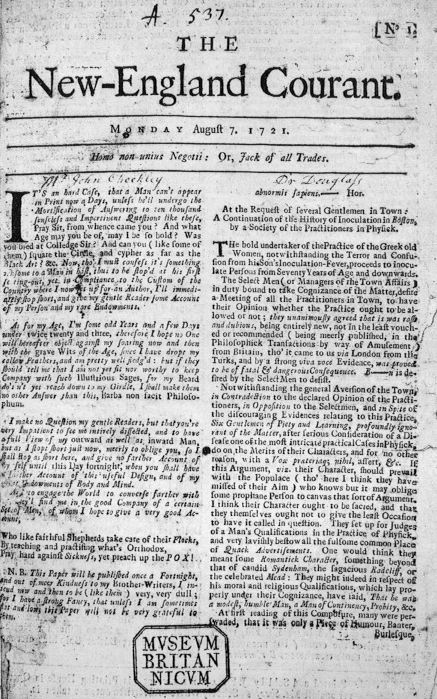
Il primo numero del New England Courant (7 agosto 1721)
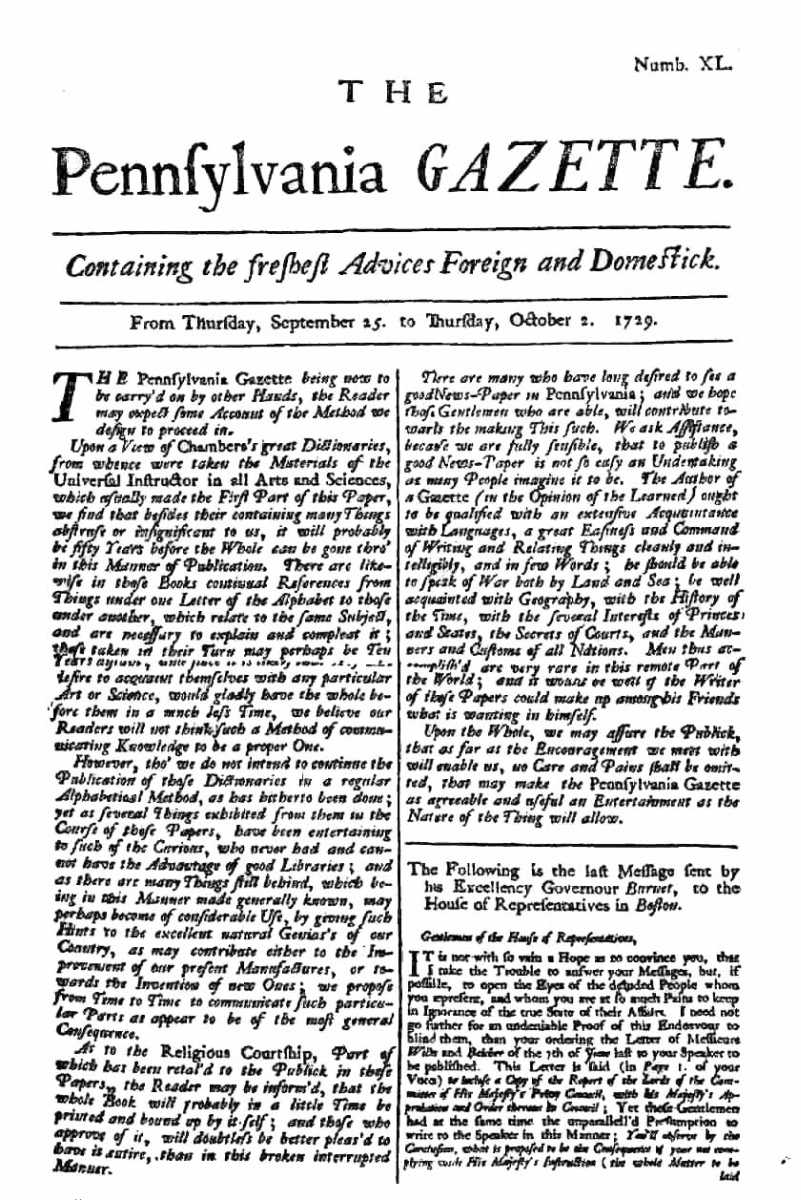
Il primo numero della Pennsylvania Gazette (25 settembre 1729)
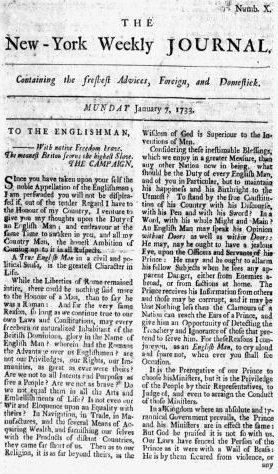
Il New York Weekly Journal (7 gennaio 1733)
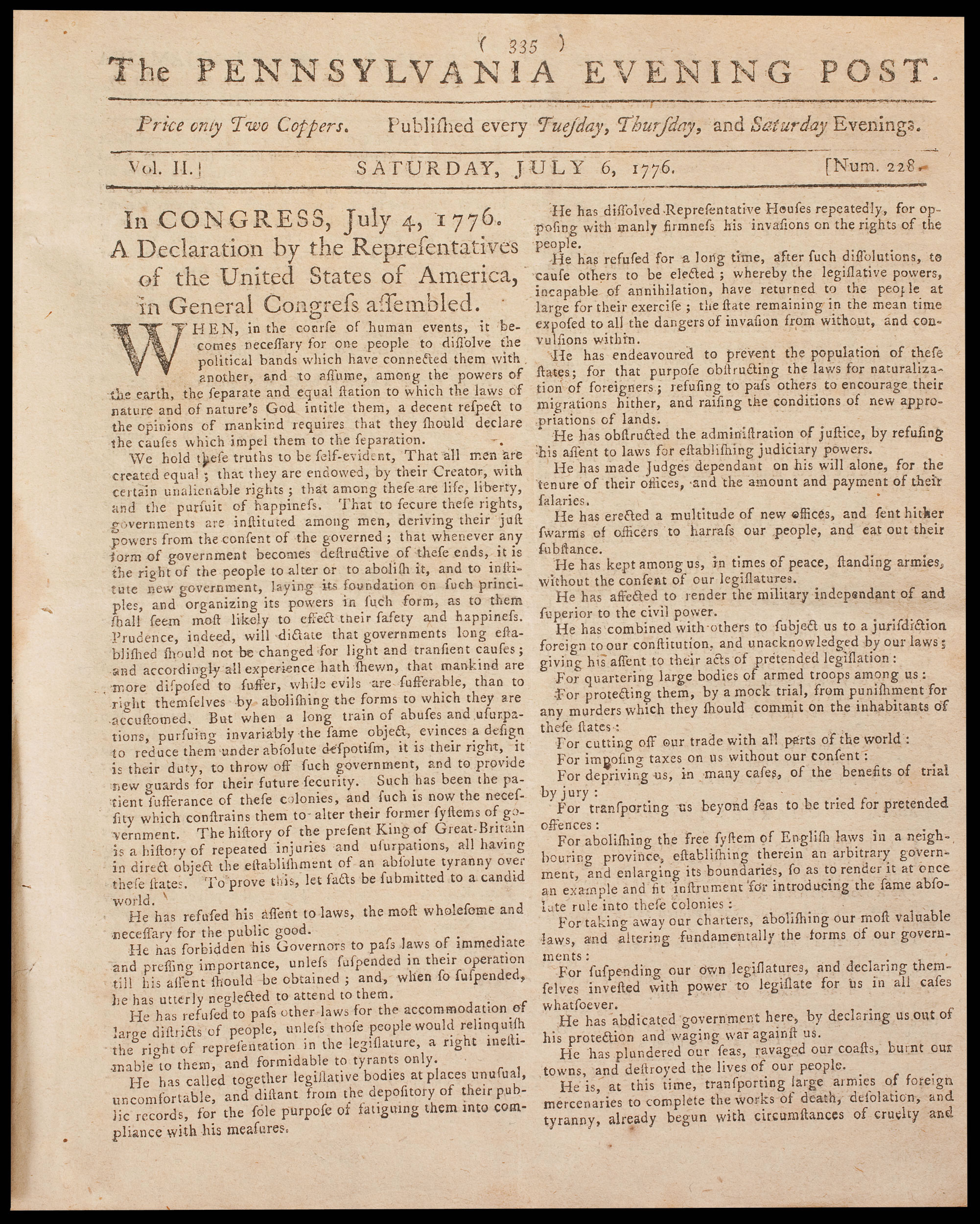
La Dichiarazione d'indipendenza pubblicata il 6 luglio 1776 sul Pennsylvania Evening Post

## Gli anni 1784-1830
A differenza degli ordinamenti degli stati democratici europei, dove è ammessa la possibilità di porre limiti alla libertà di stampa, nella Costituzione degli Stati Uniti emendata nel 1791 la materia è trattata diversamente: si afferma un'assoluta libertà di espressione in un contesto di equilibrio dei poteri costituzionali, che si legittimano e garantiscono reciprocamente.
Approvata insieme ad altre tre leggi nel 1798 (Alien and Sedition Acts), nelle intenzioni del Congresso doveva servire a proteggere il nuovo Stato dagli attacchi esterni. Il Sedition Act invece fu applicato come grimaldello contro le opposizioni. Infatti la legge prescriveva che chiunque avesse redatto uno scritto e anche chi avesse elaborato un discorso in cui si ravvisava qualche offesa (informazioni false o maliziose) al Congresso, al
Presidente o al governo poteva essere perseguito penalmente. Vari furono i giornalisti arrestati, fra cui William Duane, direttore di una testata di simpatie repubblicane.
Nei primi anni di vita dello Stato la maggioranza degli otto quotidiani statunitensi è costituita da giornali di annunci commerciali. Hanno più pagine dei giornali europei (la foliazione arriva a 12-14 pagine) e contengono la pubblicità anche in prima pagina. Ma entro la fine del XVIII secolo la stampa politica conquista il mercato. Nell'anno 1800 i quotidiani sono saliti a 24, divisi tra federalisti (capeggiati da Alexander Hamilton) e nazionalisti (guidati da Thomas Jefferson). A New York i primi si riconoscono nel New York Evening Post, mentre i secondi sono avidi lettori dell'American Citizen. Il direttore dell'American Minerva, Noah Webster, creatore del famoso dizionario che porta il suo nome, inaugura negli Stati Uniti la prassi della Letter from the editor su ogni numero in prima pagina.
All'inizio del XIX secolo vivono negli Stati Uniti dodici milioni di persone. L'assuefazione dei cittadini americani alla libertà rende ogni provvedimento volto alla restrizione della libera stampa assolutamente impopolare. L'istituto della censura, infatti, non compare nella storia del giornalismo statunitense. Il quadro legislativo favorisce una vigorosa crescita dell'industria della stampa. Nel 1810 vi sono 375 tipografie; nel 1825 sono triplicate. Nel 1820 i periodici esistenti sul territorio nazionale sono più di 500 (di cui 24 quotidiani). Nel 1830 ammontano a 1.200, di cui 65 sono quotidiani. I grandi spazi tra una città e l'altra non consentono la nascita di quotidiani propriamente nazionali, cioè diffusi nei diversi stati della nazione. Le tirature devono soddisfare gli abitanti delle singole città. Per questo motivo i livelli di vendita rimangono relativamente bassi (qualche migliaio di copie) e non c'è l'esigenza di acquisire impianti particolarmente veloci. La prima macchina pianocilindrica a vapore (il modello di Konig, per intenderci), compare in America nel 1825, in significativo ritardo rispetto al continente europeo.
Nel 1827 nasce a New York il primo quotidiano interamente gestito da afroamericani e per gli afroamericani: il Freedom's Journal.

## Dal 1830 al 1850
Nel maggio 1831 il nobile francese Alexis de Tocqueville intraprende un viaggio di studio negli Stati Uniti. Le sue riflessioni sono raccolte nella notissima opera La democrazia in America. Le osservazioni di Tocqueville riguardano anche la stampa americana. Rispetto a quella europea, gli appare meno influente in campo politico, in un Paese dove i conglomerati finanziari possiedono già molto potere. Inoltre, mentre in Francia la città di Parigi è l'unico centro finanziario e culturale del Paese, negli Stati Uniti ogni città ha il suo grande organo d'informazione.
Nel periodo in cui scrive Tocqueville, cioè i primi decenni del XIX secolo, la maggior parte dei giornali statunitensi costa sei centesimi e viene distribuita tramite abbonamento. Dopo alcuni decenni questo stato di cose, ormai consolidato, viene modificato grazie all'iniziativa di un singolo. Nel settembre 1833 The Sun (fondato da Benjamin Day) è il primo quotidiano di New York ad uscire al prezzo di un solo penny. A un prezzo così ridotto corrisponde una foliazione ridotta: solo 4 pagine (su tre colonne). Ma è l'inizio di una nuova stagione della stampa americana, quella della penny press. Il Sun scala rapidamente le classifiche di tiratura: dopo un anno di vita è il primo quotidiano di New York a sfondare la barriera delle diecimila copie, attestandosi a quota 12.000. A metà del decennio diventa il giornale in lingua inglese più letto, superando addirittura il Times di Londra (20.000 copie contro 17.000). Tra il 25 agosto e il 31 agosto del 1835 esce una serie di articoli che crea un caso editoriale: “la grande burla della luna”, che consente al Sun di moltiplicare la sua diffusione per cinque volte, facendolo diventare in quei sei giorni il quotidiano più venduto del mondo. La penny press si diffonde in breve tempo nelle altre città americane. Alla fine del decennio i quotidiani statunitensi sono quasi raddoppiati, raggiungendo il numero di 138, con una diffusione media di oltre 2.000 copie.

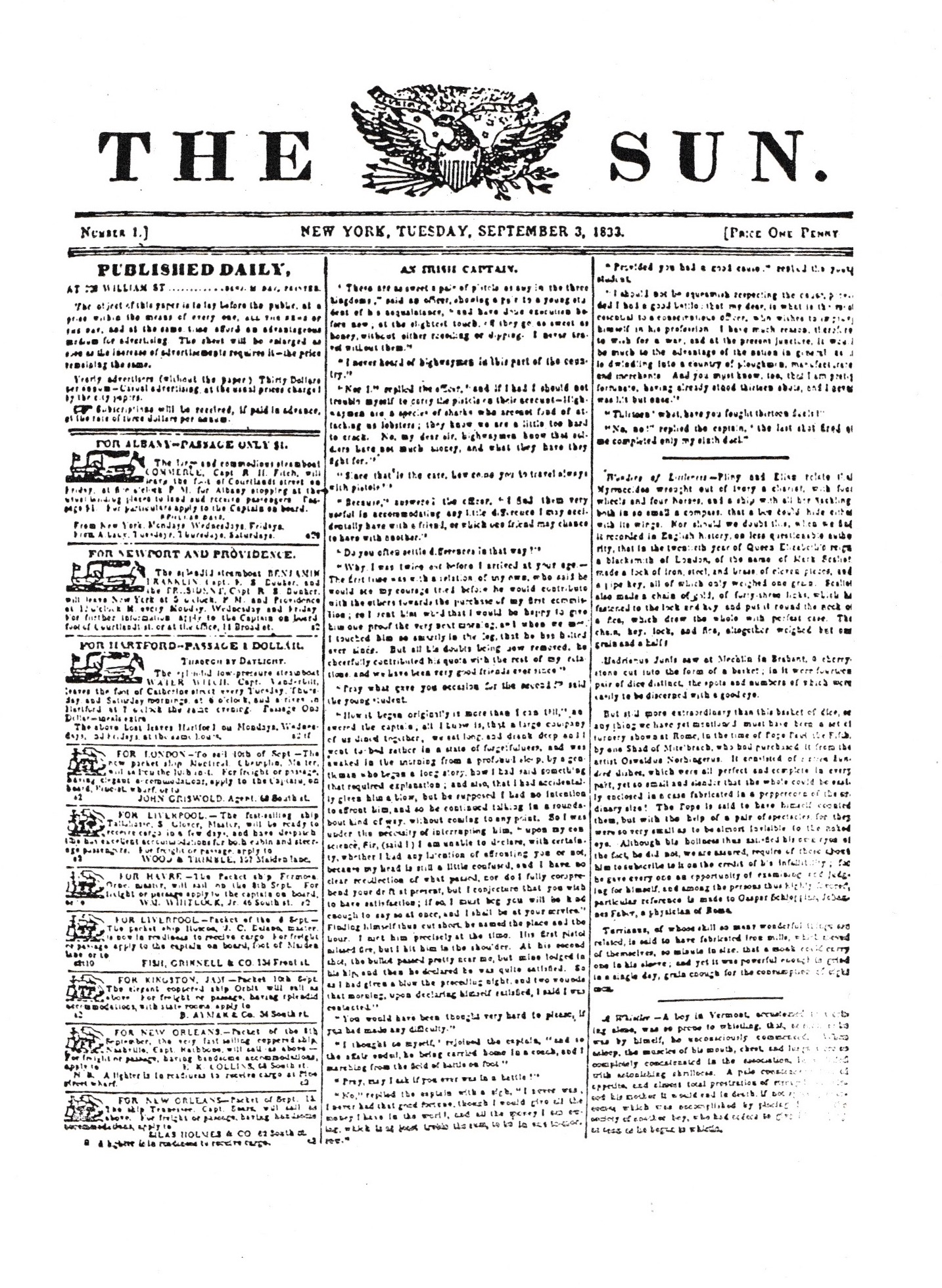
Prima pagina del N.1 del quotidiano The Sun (3 settembre 1833).

La penny press rappresenta l'emergere della stampa non finanziata (quindi non controllata) dai partiti politici. I giornalisti vengono inviati per le strade della città a cercare da soli le notizie. Scrivono articoli concisi perché il pubblico della classe operaia non ha abbastanza tempo libero per leggere. Inoltre utilizzano uno stile coinvolgente, facendo leva sui temi della vita reale (human interest) ai quali i lettori possono fare riferimento. Utilizzano un vocabolario semplice in modo che la comprensione degli articoli non richieda un livello medio-alto d'istruzione. La penny press contribuisce a modificare i contenuti e la struttura dei giornali. Le nuove pratiche giornalistiche introdotte portano a uno sviluppo considerevole della cronaca, enfatizzando l'importanza della tempestività nel dare una notizia. In definitiva, allargano la base sociale dei lettori di giornali.

La penny press non basa i suoi ricavi su costosi abbonamenti annuali: può essere acquistata in strada al prezzo di un centesimo. Per questo le strade si riempiono di strilloni che attirano l'attenzione dei passanti leggendo ad alta voce i titoli delle prime pagine. Cambia anche la concezione di prima pagina, che diventa la vetrina del giornale. La sua funzione è incuriosire e convincere il potenziale lettore. Rispetto agli altri quotidiani, i penny papers non riportano quasi nessuna notizia dall'estero. In compenso raccontano tutti i fatti che accadono in città. I loro cronisti sono stipendiati (fatto nuovo per la stampa quotidiana, non solo in America) esclusivamente per ottenere informazioni quanto più tempestive su tutto quello che succede. La giornata lavorativa comincia alla Stazione di polizia quando ancora è notte fonda e prosegue fino alla sera, quasi senza soluzione di continuità. La paga di un cronista di un penny paper (tra i 15 e i 30 dollari alla settimana) corrisponde alla metà della paga di un giornalista di redazione.
Nel 1836 viene fondato il sindacato dei tipografi: la «National Typographic Union». Diventerà uno dei sindacati meglio organizzati della nazione, capace di ottenere la giornata di nove ore lavorative già nel 1897 e quella di otto ore nel 1908.

Negli anni trenta un inventore originario della Carolina del Sud, Samuel Morse, perfeziona un sistema di trasmissione via fili degli impulsi elettrici: il telegrafo. Nel maggio 1844 Morse in persona trasmette la prima notizia via telegrafo, inviando il segnale dalla capitale Washington a Baltimora. Negli anni seguenti l'industria della carta stampata effettua corposi investimenti sulla nuova macchina.
Il primo mezzo di trasporto sconfitto dal telegrafo è il cavallo. Prima dell'invenzione di Morse, i giornali utilizzavano regolarmente i corrieri. Il servizio era impostato sull'impiego di sei-otto persone, ciascuna con il proprio cavallo, che si davano il cambio in luoghi pattuiti, situati a distanze regolari. Nel dicembre 1830 un quotidiano di New York, il Journal of Commerce, spese 300 dollari per battere la concorrenza e pubblicare per primo il discorso d'investitura del Presidente neoeletto, Andrew Jackson. Il documento viaggiò da Washington a New York via corriere a cavallo fino a Baltimora, poi per nave fino a Filadelfia e infine via corriere. Giunse a destinazione in sei ore. La linea telegrafica sostituisce quella dei pony express a mano a mano che si estende sul territorio fino a coprire tutta la nazione. Con lo sviluppo del telegrafo molte notizie cominciano ad arrivare durante il giorno, costringendo i giornali a stampare edizioni straordinarie per dare le ultime novità. Nel 1866 un cavo sottomarino steso sul fondo dell'Oceano atlantico collegherà per la prima volta l'America e l'Europa e le notizie cominceranno ad arrivare da un capo all'altro dell'oceano in pochi minuti.
Sempre nel corso degli anni 1830 un meccanico di Filadelfia, Richard Hoe, sperimenta una nuova tecnica di stampa: crea una macchina a più cilindri che, invece di fogli singoli, utilizza un nastro continuo di carta. La macchina consente di stampare entrambi i lati di un foglio in un'unica operazione. Chiama la sua invenzione Hoe type revolving machine. Più convenzionalmente è nota come rotativa. La velocità di stampa di 4000 fogli all'ora è doppia rispetto alle macchine convenzionali. La prima rotativa fu installata nel 1847 presso un giornale locale, il Philadelphia Public Ledger. Subito lo seguirà il londinese Times.
Tra gli anni trenta e gli anni quaranta continua la guerra per il primato sulla piazza di New York. Gli undici quotidiani in città venduti al prezzo di sei penny non hanno saputo resistere all'avanzata dei penny papers. I primi tre quotidiani della città sono venduti tutti al prezzo di un centesimo: innanzitutto il Sun, poi vi sono il New York Transcript e il New York Herald dello scozzese James Gordon Bennett. I tre giornali si contendono il pubblico uscendo anche più di una volta al giorno: il verificarsi di un fatto eclatante è l'occasione per l'uscita di un'edizione straordinaria. Inoltre nasce l'abitudine di pubblicare ogni domenica un numero con una foliazione molto più ampia. Altra innovazione è il riservare uno spazio fisso sul giornale alle notizie telegrafiche. La rubrica fissa delle ricerche di lavoro («Wants Ads») diventa la lettura fondamentale per gli immigrati, soprattutto quelli appena arrivati in città. Ogni inserzione costa 50 centesimi per 16 righe (poi ridotte a sei). Il volume d'affari raggiunge cifre così ragguardevoli che i giornali sentono l'esigenza di far gestire il business a soggetti esterni specializzati. Nascono così le agenzie pubblicitarie. La prima sul suolo americano viene aperta nel 1841 a Filadelfia da Voney Palmer. Il Morning Herald supera il Sun e alla metà del secolo arriva a sfiorare le 50.000 copie di tiratura: un newyorchese su dieci legge abitualmente il giornale di Bennett (la città infatti conta 500 000 abitanti). Esce in otto pagine, di cui tre di pubblicità; ogni pagina è disegnata su sei colonne.
Il 10 aprile 1841 Horace Greeley fonda il New-York Tribune; si pone anche alla direzione del quotidiano, dove rimarrà fino alla morte (1872). In pochi anni il Tribune diventa il primo giornale della città. Nel 1844 assume Margaret Fuller, la prima giornalista professionista donna della stampa americana. Nel 1848 si recò in Italia, spinta dalla testimonianza di Giuseppe Mazzini (conosciuto a Londra). Da Roma inviò dettagliati articoli sui moti che attraversarono la penisola in quell'anno.
Sulla scia del successo ottenuto dal quotidiano, Greeley lancia un settimanale, la Weekly Tribune che, partito con risultati lusinghieri (18.000 copie) raggiunge nel 1853 la ragguardevole quota di 50.000 copie. Nell'agosto 1859 sul Tribune appare la prima intervista della storia della stampa statunitense. La paternità dell'idea è da attribuire proprio a Greeley: il direttore aveva ottenuto un colloquio con Brigham Young, il leader della comunità mormone di Salt Lake City. Per ottenere il massimo da questa possibilità, aveva deciso di riportare sul giornale il testo esatto del colloquio, come se volesse farvi assistere i lettori. Greeley fece stampare anche le domande (mai comparse prima d'allora sui giornali), distanziate dalle risposte, tra virgolette. Il fatto che le risposte fossero riportate per intero voleva avere l'effetto di rassicurare il lettore sulla veridicità di quanto riportato. Il primo giornale a pubblicare il riassunto scritto di un'intervista fu il Paul Pry di Washington nel 1831 (l'intervista fu realizzata dalla direttrice, Anne Royall, all'ex Presidente degli Stati Uniti Adams mentre faceva il bagno nel fiume Potomac). Nel 1860 il settimanale del Tribune tocca il record di 200.000 copie di tiratura.
Mentre la stampa in lingua inglese è rivolta a tutti indistintamente, ogni gruppo etnico pubblica dei giornali nella propria lingua. Durante il XIX secolo molte persone sono spinte a partire per gli Stati Uniti, attratte dalle fertili terre delle Grandi Pianure (Minnesota, Nebraska e Iowa, ad esempio). I giornali delle comunità di lavoratori stranieri diventano un punto di riferimento, in cui gli interessi politici e religiosi di tali comunità possono essere promossi. Molti di questi articoli incarnano anche lo spirito della democrazia americana nei loro lettori. I tedeschi sono stati uno dei gruppi di immigrati più attivi nello sviluppo dell'editoria giornalistica nella propria lingua. Tra il 1820 e il 1924 si trasferirono in America cinque milioni di tedeschi. Nel 1890 si stampavano 1.000 giornali in lingua tedesca negli Stati Uniti.
- Benjamin Day
- James Gordon Bennett
- Horace Greeley
- Joseph Pulitzer
- Henry Jarvis Raymond
- Edward Scripps
- Charles Dana

La cronaca, specialmente la diffusione di notizie sulla vita reale delle persone (human interest stories) è l'argomento di principale interesse per il lettore americano di quotidiani. La cronaca cittadina, in specie, è quella che riscuote il maggiore« successo perché il lettore può riconoscere i luoghi dove si sono svolti i fatti e i protagonisti sono fisicamente a lui più vicini. Spesso la cronaca è “nera”, cioè i fatti non hanno per protagonisti degli eroi, né portano con sé una morale edificante. Il giornalismo dell'epoca introduce uno schema cinico che poi si diffonderà nelle redazioni di tutto il mondo: Bad news is good news (“una brutta notizia è una buona notizia”).
Nel tempo cresce la massa di notizie che può essere fatta conoscere al pubblico. Esse sono così tante che nasce l'esigenza di un nuovo soggetto che si occupi di raccogliere e selezionare una quantità di notizie ormai ingestibile da parte di una redazione ordinaria. Nel 1848 i sei maggiori quotidiani di New York fondano la prima agenzia di stampa sul suolo americano: la General News Association of the City of New York, poi diventata Associated Press. Ad essa faranno seguito associazioni analoghe in diverse altre metropoli degli Stati Uniti. La nascita delle agenzie di stampa negli USA, con il suo carattere cooperativo (i giornali associati condividono le spese di gestione), ha origini diverse rispetto al continente europeo. Un'altra differenza rispetto all'Europa è data dal fatto che ogni agenzia serve giornali di diverse correnti politiche. Un lancio d'agenzia non deve avere tratti che facciano desumere l'appartenenza a una qualsiasi ideologia politica o l'affermazione di una particolare linea editoriale. Fin dai primi tempi, dunque, negli Stati Uniti la notizia d'agenzia si contraddistingue per i toni neutrali e una generale terzietà rispetto ai partiti politici.

## La seconda metà del XIX secolo
Gli editoriali (editorials) sono articoli che rappresentano il punto di vista ufficiale della testata. Appaiono nelle pagine interne e non sono firmati.
 Gli opinionisti (columnists) sono esperti di una materia e generalmente hanno una rubrica fissa, a cadenza quotidiana o settimanale. Anche i pezzi degli opinionisti appaiono nelle pagine interne, spesso nella pagina accanto a quella degli editoriali. Firmano sempre i propri articoli e quindi non coinvolgono la linea editoriale. Gli opinionisti spesso assumono posizioni diverse rispetto al pensiero dominante, favorendo il confronto delle idee ed arricchendo il dibattito pubblico.
Nel giornalismo statunitense non esiste l'articolo di fondo.
Al giro di boa del secolo i lettori americani mostrano di essere stanchi del sensazionalismo che ha contraddistinto la stampa negli ultimi decenni. Sono pronti per il ritorno a un giornalismo fondato sulla serietà e la credibilità.
La Guerra di secessione (1861-1865) modifica profondamente la stampa USA. Il conflitto vede, tra l'altro, la comparsa di un nuovo tipo di giornalista, il corrispondente di guerra. L'uso intensivo del telegrafo costringe i reporter ad essere il più concisi possibile. I corrispondenti imparano quindi a concentrare tutti gli elementi importanti della notizia (le Cinque W) nella prima frase dell'articolo. Questa struttura dell’articolo, che capovolge l’ordine cronologico degli eventi per mettere il fatto-notizia nell’attacco del pezzo, diventa la forma giornalistica standard. La pubblicità scompare dalla prima pagina e viene riservata alle pagine interne o all'ultima. Infine, i giornali manifestano maggiormente le loro preferenze politiche e si espongono pubblicamente a favore o contro le decisioni del governo.
Dopo la fine della Guerra di secessione (1865) inizia un lungo periodo di pace. Nel 1867 il collegamento via telegrafo tra il Nordamerica e l'Europa è una realtà, grazie alla posa del primo cavo sottomarino transatlantico. Le comunicazioni, e quindi anche l'approvvigionamento di notizie, sono enormemente facilitate. Negli anni sessanta i principali quotidiani di New York sono: Morning Herald (3 centesimi, 16 pagine); Tribune (4 cent); Sun (due cent per quattro pagine) e New York Times (4 cent). Il primo periodico è il Harper's Monthly (200 mila copie). Dal 1868 il Sun è diretto da Charles Dana. È lui ad abbassarne il prezzo a due centesimi: la sua linea è fare un giornale per operai, meccanici e piccoli negozianti. La cronaca, specialmente i fatti che colpiscono i lettori per la loro particolarità, è al centro del giornale. Al caporedattore della cronaca cittadina del Sun, John Bogart, si attribuisce una delle citazioni più note sul giornalismo:
Le ferrovie contribuiscono alla diffusione dei giornali al di fuori delle città. Già nel 1850 gestiscono quasi 15000 km di linee, la maggior parte delle quali però sono concentrate in una regione, l’Est. Nel 1862 il Congresso vota la costruzione di una linea ferroviaria che attraversi il continente da Est ad Ovest. L’infrastruttura (Prima ferrovia transcontinentale) entra in esercizio nel 1869. Lo Stato sostiene attivamente la diffusione di libri e giornali, a partire dalle scuole: ogni americano sin da giovane viene abituato alla lettura quotidiana del giornale, abitudine che si porterà dietro anche in età adulta. Nelle aree rurali lontane dalle linee ferroviarie si organizza la consegna gratuita dei giornali (Rural free delivery).
L'agenzia Rowell è la prima a ideare un nuovo sistema di offerta standardizzata degli spazi pubblicitari: “un pollice al mese su 100 giornali per 100 dollari”. Nel 1869 pubblica il Rowell's American Newspaper Directory, primo repertorio di oltre cinquemila quotidiani americani con stime della loro diffusione. I giornali statunitensi sono i primi al mondo a pubblicare inserzioni pubblicitarie a tutta pagina (le dimensioni di una pagina di quotidiano sono 74,9 cm × 59,7 cm). Nel 1887 viene fondata la Federazione americana degli editori di giornali («American Newspaper Publishers Association»), che nel 1914 crea un ente preposto alla rilevazione ed alla certificazione dei dati diffusione dei periodici statunitensi. Nasce così l'«Audit Bureau of Circulation».
Tra il 1870 e il 1900 la popolazione degli Stati Uniti raddoppia. Nello stesso periodo il numero di quotidiani quadruplica, moltiplicando per sei le tirature totali. Gli americani, come gli europei, iniziano a preferire i giornali della sera (cioè quelli che escono alle 12 o nel primo pomeriggio): i lavoratori acquistano il quotidiano quando tornano a casa dopo l'orario di lavoro e, in seno alla propria famiglia, sono più rilassati e più propensi a concentrarsi nella lettura. Nel 1879 l'Università del Missouri (uno stato della regione centrale del Paese) è il primo ateneo ad istituire un corso di giornalismo. Nel 1880 Carlo Barsotti, immigrato da Pisa, fonda «Il progresso italo-americano». Diventerà il quotidiano in lingua italiana più diffuso nel Paese. Nello stesso anno giunge a New York il 29enne Charles Dow. Giornalista, inizia a lavorare a Wall Street nel settore finanziario. Successivamente viene raggiunto da un suo amico e collega, Edward Davis Jones. Pochi anni dopo i due decidono di mettersi in proprio: nel 1882 nasce la “Dow, Jones & Company”. Jones è anche uno statistico finanziario. I due creano un nuovo indice di Borsa che prende il loro nome, il Dow Jones, che tiene conto del valore dei principali 30 titoli di Wall Street; inoltre, nel 1889 Dow fonda il Wall Street Journal, a tutt'oggi il principale quotidiano finanziario statunitense. Sempre nel 1882 un gruppo di abbonati della Associated Press non residenti a New York fondano una nuova agenzia di stampa, la United Press.
New York è la città dove appaiono le principali innovazioni della stampa statunitense. Nel 1883 la novità è il New-York World di Joseph Pulitzer. Il giornalista di origine ungherese ha acquistato in quell'anno il quotidiano. Il World è nato oltre vent'anni prima, nel 1860, ma fino ad allora in pochi si sono accorti della sua esistenza. Pulitzer riesce a farlo diventare un colosso editoriale. Innanzitutto punta sul basso prezzo (è l'unico giornale che costa 2 centesimi) e inevitabilmente si rivolge alle classi meno abbienti, che riescono a leggere in poco tempo le sue otto pagine piene di cronaca e notizie utili. Focalizzando l'attenzione sui problemi degli immigrati della città, il World riesce a sottrarre lettori al Sun di Charles Dana. Alla fine del primo anno la sua tiratura raggiunge le 60.000 copie, superando il rivale. Tre anni dopo il World supera anche il Morning Herald di Bennett diventando il primo quotidiano di New York, con una tiratura superiore alle 100.000 copie e una foliazione di dodici pagine. Il Sunday World (l'edizione domenicale) esce con 48 pagine, di cui meno della metà sono notizie: il resto sono annunci. Ma gente lo compra perché ci sono le inserzioni lavorative.
Alla metà degli anni ottanta sono ben 500 le donne che lavorano nelle redazioni giornalistiche. Pulitzer incarica proprio una donna, Elisabeth Cochrane, a condurre un'inchiesta (nuovo genere giornalistico) sulla condizione dei malati mentali ospitati nei manicomi di New York. La Cochrane, che a partire da quegli anni utilizza lo pseudonimo Nellie Bly, si fa ricoverare presso il Women's Lunatic Asylum sotto falso nome per dieci giorni. Ne esce un'inchiesta-verità (Ten days in a mad-house, "Dieci giorni in un manicomio") che rivela al pubblico crudeltà e maltrattamenti, costringendo il Comune ad avviare una riforma delle strutture psichiatriche della città.

Il famoso scrittore francese Jules Verne aveva immaginato che si potesse concludere il giro del mondo in 80 giorni. Pulitzer propone alla giornalista di compiere il giro del mondo in meno di 80 giorni. Nellie Bly accetta la sfida: parte nel dicembre 1889 e torna a New York dopo 73 giorni, riuscendo nell'impresa. Durante il viaggio invia, tramite telegrafo, i suoi pezzi dagli angoli più sperduti del mondo. Diventa la giornalista più popolare degli Stati Uniti. 
Alla fine del secolo New York è ormai una metropoli e gli immigrati sono la metà della popolazione. Sul New York World di Pulitzer cercano gli annunci di lavoro anche coloro che sono appena sbarcati sul suolo americano. Il giornale diventa quindi un importante veicolo di identità collettiva e comunitaria. Nel 1897 il Sunday World, l'edizione domenicale del New York World, tira 250.000 copie. Un'altra delle intuizioni di Pulitzer sono le strisce a fumetti. Tutte le domeniche il lettore trova otto pagine di storie disegnate. Sul domenicale fa la sua prima apparizione il personaggio di Yellow Kid, destinato a diventare famosissimo. Yellow Kid diventa così importante che il giornalismo “Fatti + Colore + Fatti” (così lo intende Pulitzer) che domina questa stagione prende il nome di yellow journalism. È un giornalismo che punta sulla semplificazione e la spettacolarizzazione, a scapito dell'approfondimento. Pulitzer intende il “colore” in questo senso: riempire le parti non essenziali della descrizione di un fatto usando la propria immaginazione. Cambiano anche i criteri della messa in pagina: non più titoli su una colonna, ma titolazioni “sparate” a tutta pagina in caratteri cubitali.
Dall'altra parte degli Stati Uniti una giornalista californiana realizza una storica inchiesta-verità: Winifred Black si finge malata e si fa ricoverare in un ospedale di San Francisco. Pubblica tutto quello che le succede sul quotidiano Examiner. Il proprietario del giornale è William Hearst, magnate dell'editoria. Nel 1895 Hearst acquista un giornale newyorchese, come aveva fatto Pulitzer dodici anni prima. Rileva il Morning Journal con l'obiettivo di farlo diventare il primo quotidiano americano. Dichiara guerra al World. Come prima mossa gli sottrae il direttore del domenicale Sunday World Morrill Goddard e l'autore-disegnatore di Yellow Kid. Hearst investe i suoi notevoli mezzi economici per spedire i suoi giornalisti in tutti i luoghi in cui si verificano eventi importanti. Copre in misura nettamente superiore al World la rivolta di Cuba del 1895. Nel febbraio 1898 il Journal pubblica documenti riservati in cui l'ambasciatore spagnolo definisce “un politico mediocre” il presidente William McKinley. La notizia crea un clamore tale che il governo federale, sotto pressione, è costretto a prendere una posizione.

Nell'aprile dello stesso anno, il 1898, scoppia la guerra ispano-americana. Il conflitto viene seguito da 500 inviati (come non succedeva dalla Guerra di secessione). Il giornale di Hearst primeggia nei mezzi investiti: come numero di inviati, come edizioni straordinarie stampate in un giorno (il record è di 40 nell'arco delle 24 ore) e come copie vendute (un milione e mezzo).
Nonostante ciò, il World di Pulitzer tiene e quando muore, nel 1911, il suo quotidiano è ancora il più venduto nella Grande mela con una tiratura di 850.000 copie, contro le 700.000 del Journal.
Il pubblico americano preferisce gli editori che non dipendono dai grandi gruppi finanziari: il lettore pensa che se un imprenditore riesce a stare sul mercato con le proprie forze, allora il suo progetto è valido. Per questo motivo, lungo tutto il Settecento e tutto l'Ottocento sono esistiti solo imprenditori “puri” nel campo della carta stampata. Fino alla Prima guerra mondiale la struttura della stampa statunitense ha mantenuto una dimensione regionale, ricalcando il carattere federale delle istituzioni. L'unico sistema per creare un'impresa editoriale dalle dimensioni nazionali è quello di acquisire la proprietà di più testate locali (ognuna in una città diversa) e di legarle tra loro. Il primo a riuscirsi è Edward Scripps: nel 1889 fonda con il suo uomo di fiducia la “Scripps-McRae League of Newspapers”, una catena editoriale che giunge ad integrare 18 quotidiani di diversi stati. Pochi anni dopo William Hearst crea la propria catena di giornali, riuscendo a fare meglio di Scripps. Oltre a legare insieme più quotidiani del rivale, fonda una propria agenzia di stampa (la American News Service, poi International News Service) con la quale serve i suoi giornali. La raccolta pubblicitaria invece continua ad essere effettuata su base locale, sia per sfruttare la policentricità della nazione, sia per reperire fonti di entrata diverse nelle diverse città americane.

### Galleria d'immagini 1850-1899

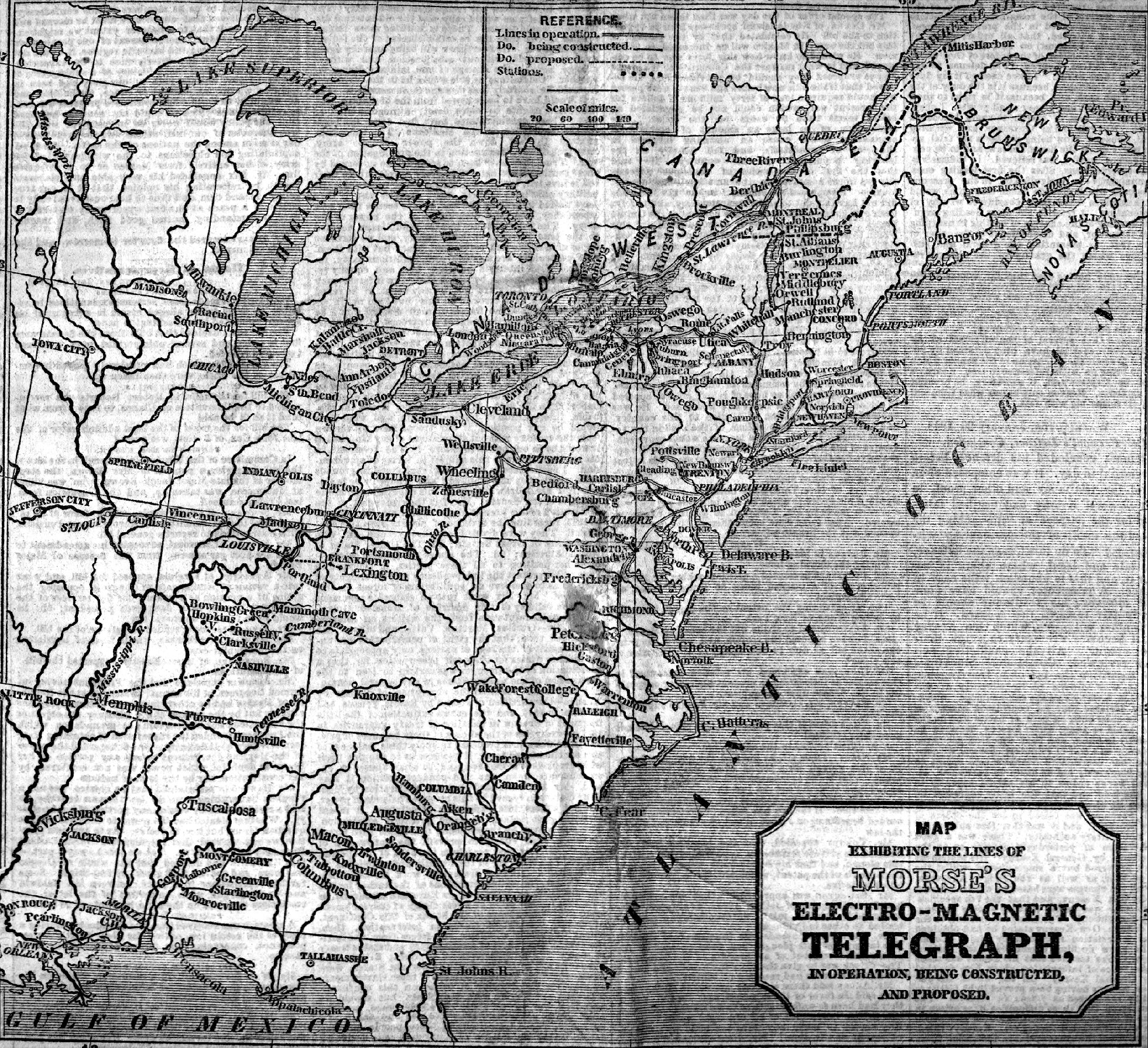
Mappa delle zone raggiunte dal telegrafo nel 1848
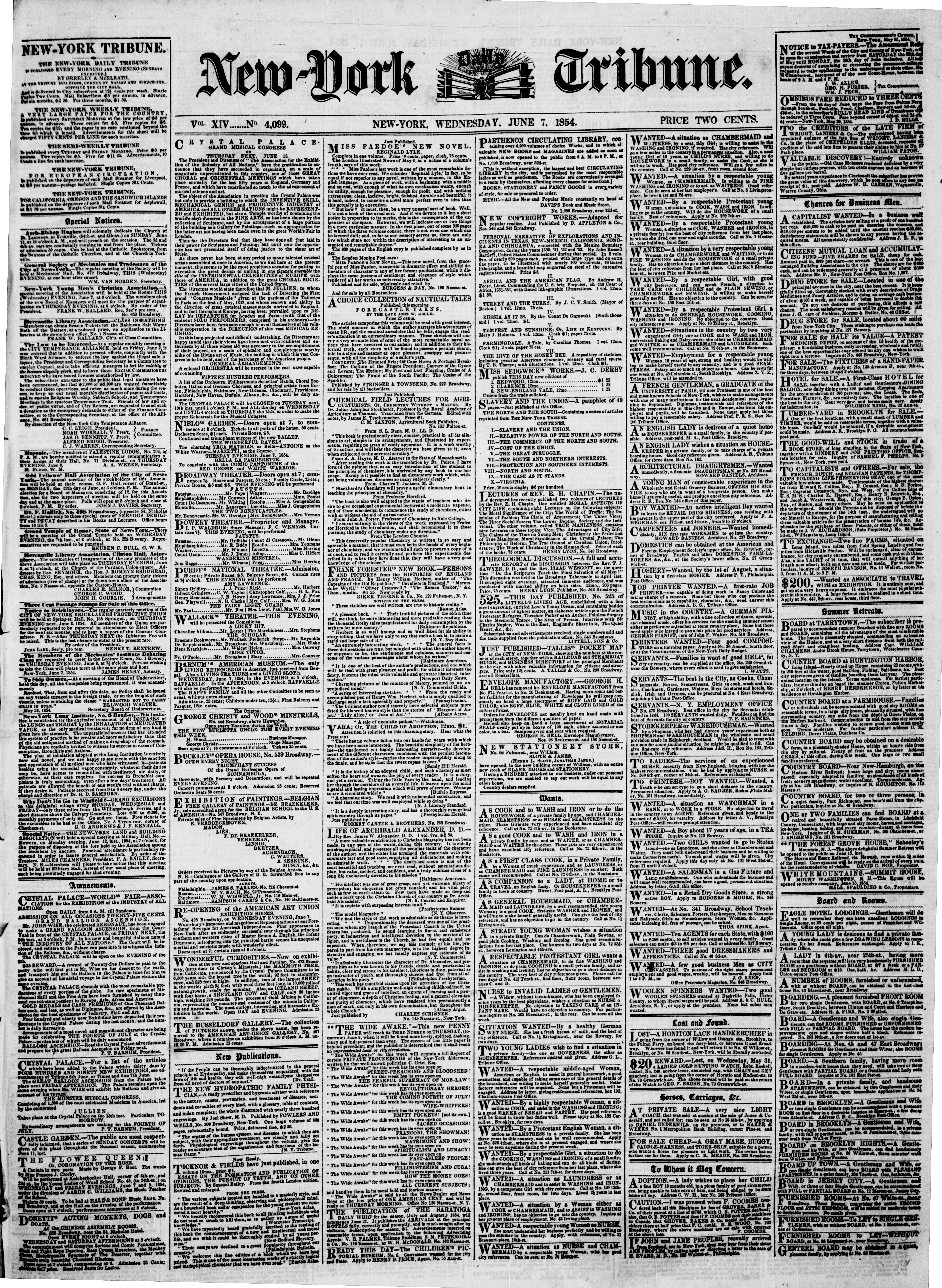
Il New-York Daily Tribune del 7 giugno 1854
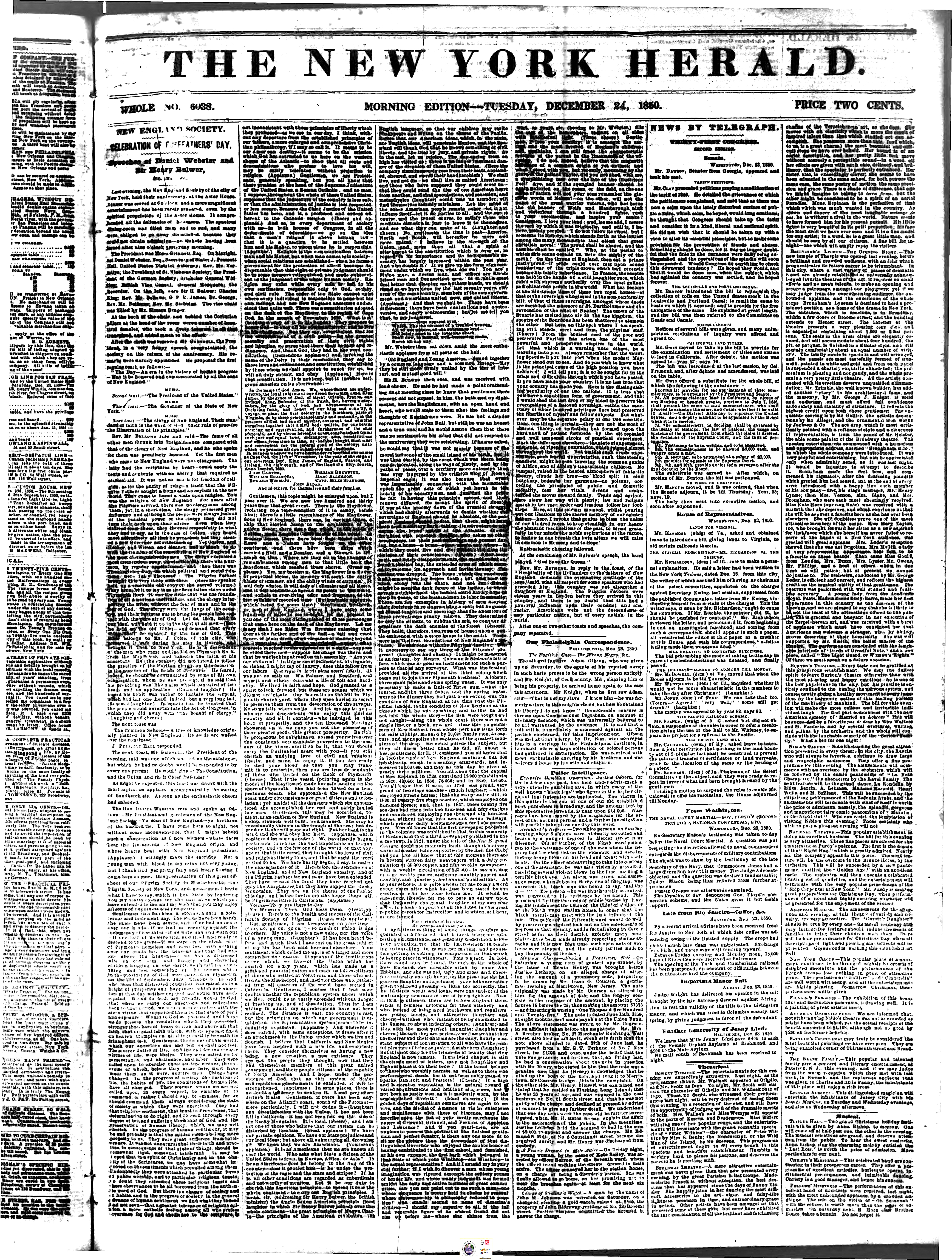
Il New York Herald del 24 dicembre 1850
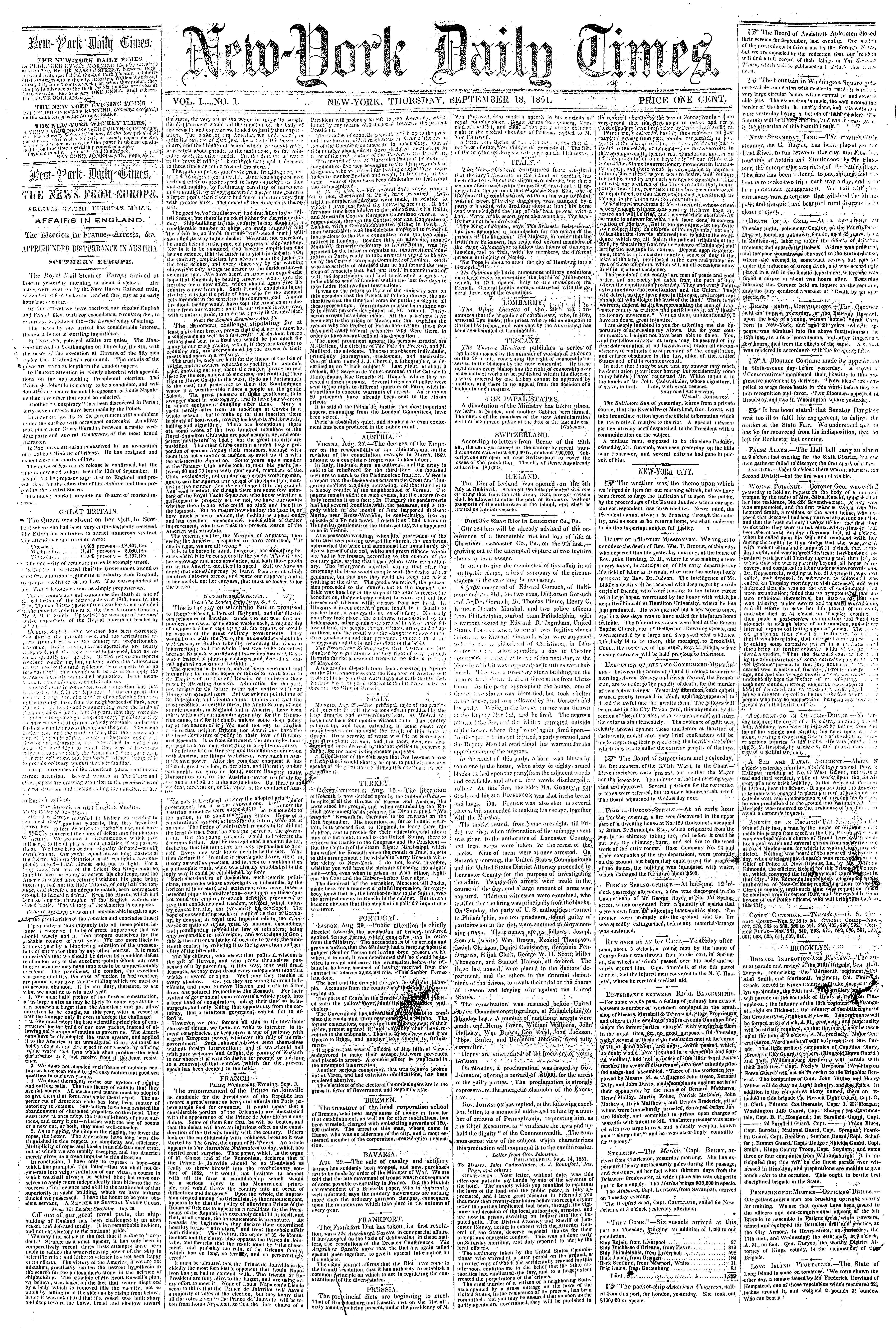
Il N. 1 del New-York Times (18 settembre 1851)
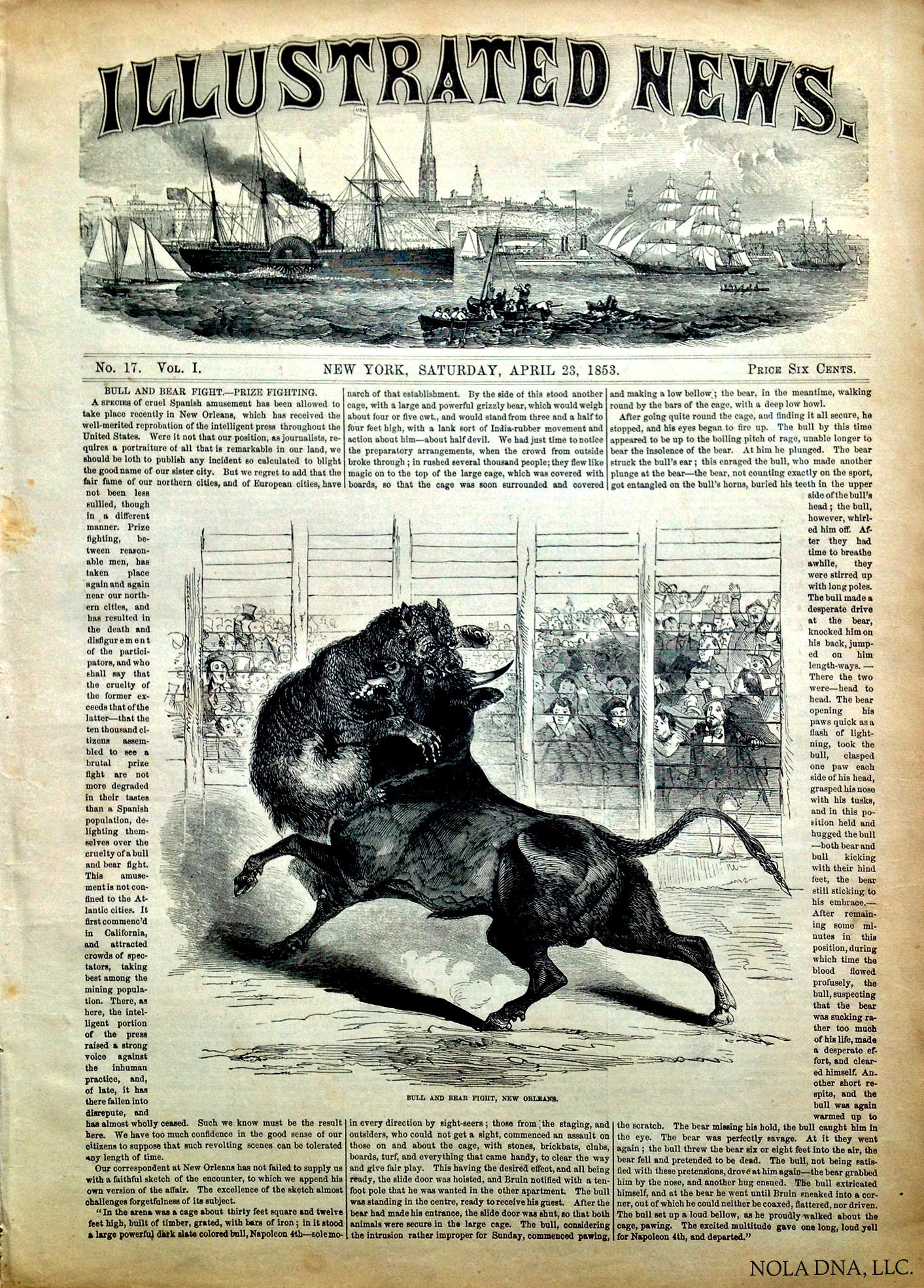
Illustrated News (23 aprile 1853)
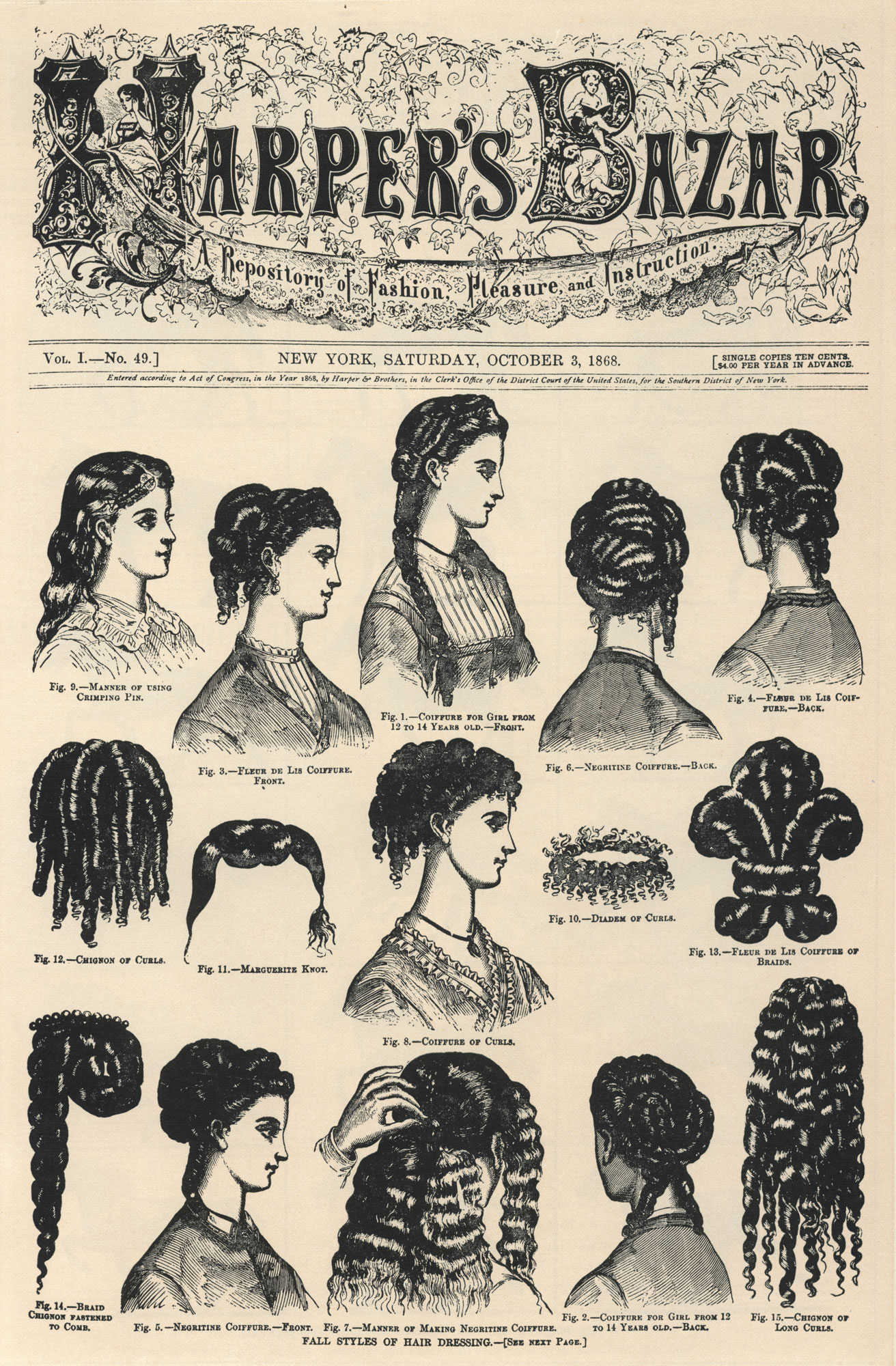
Una copertina di Harper's Bazaar (3 ottobre 1868)
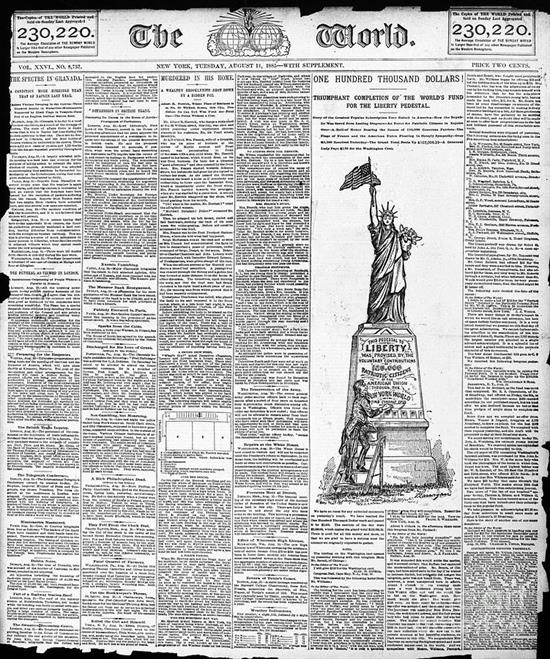
Un numero del New York World. In prima pagina, la Statua della Libertà
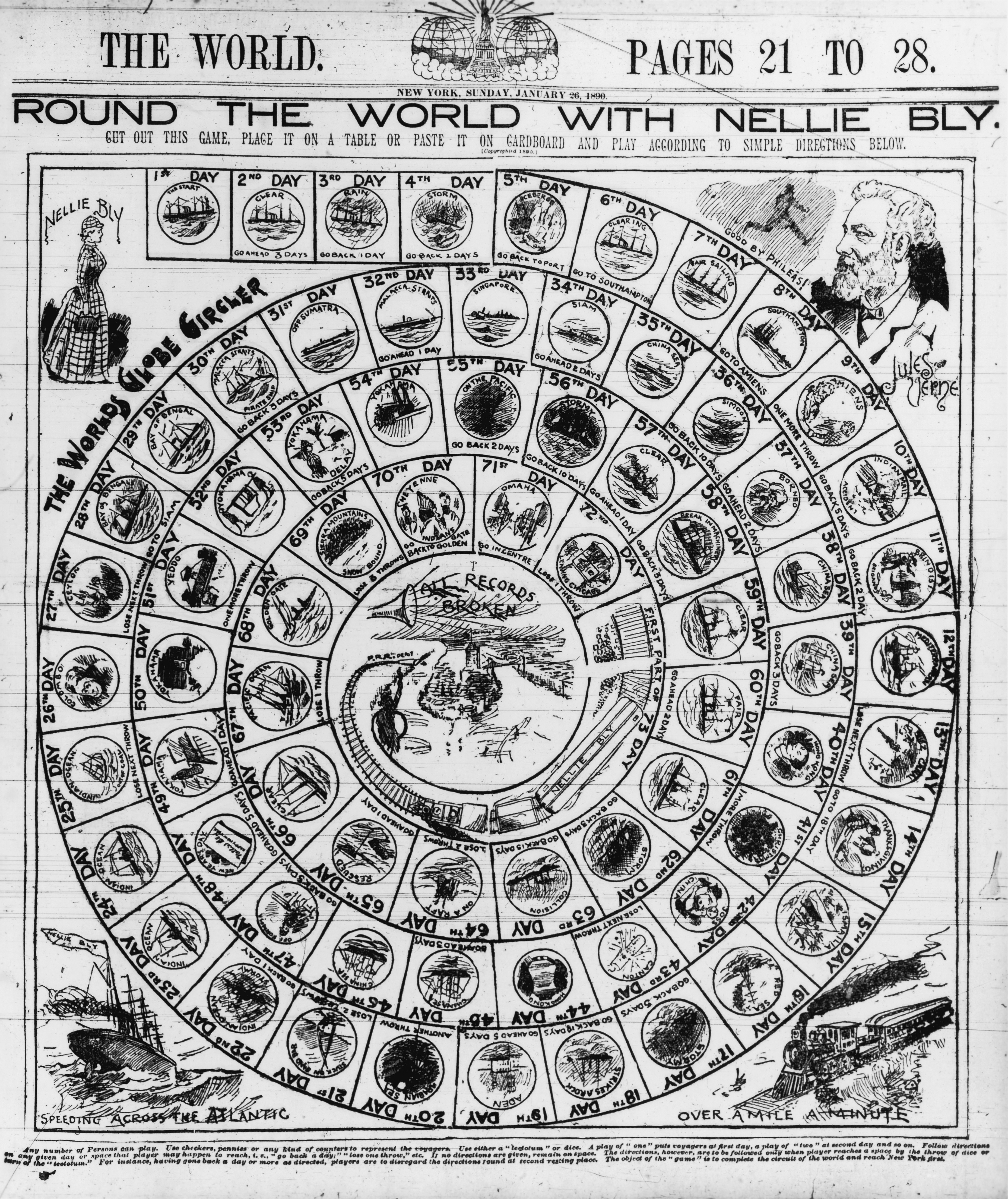
In giro per il mondo con Nellie Bly (New York World)
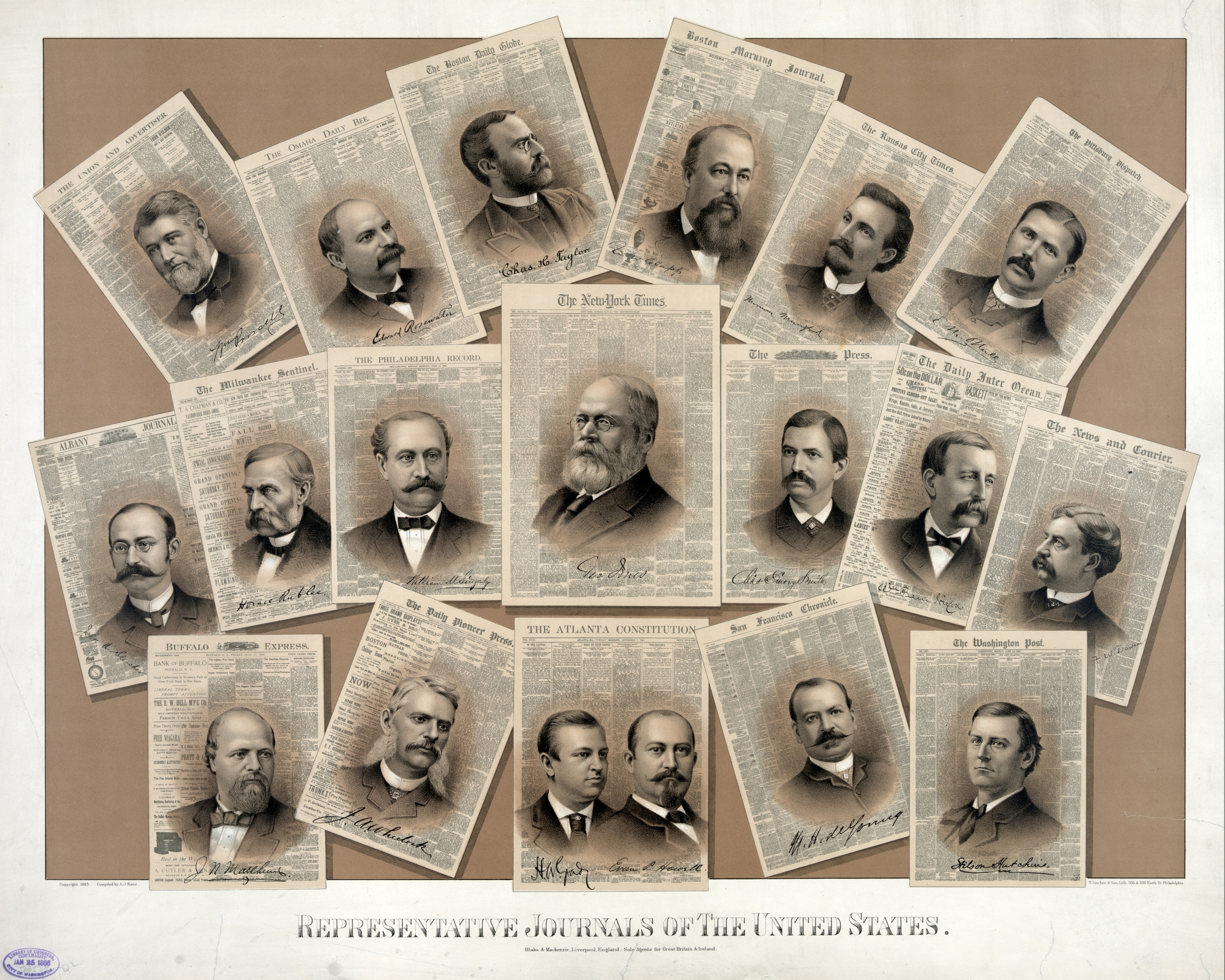
I giornalisti più distinti degli Stati Uniti (1885)
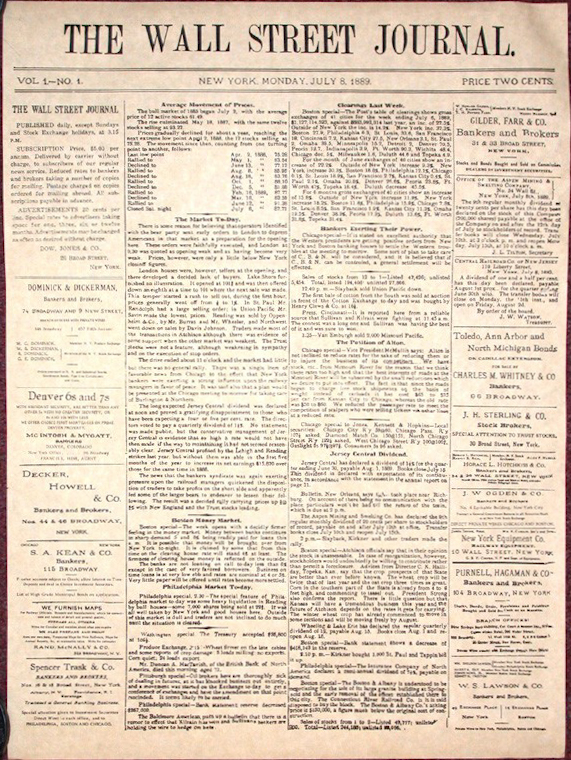
Il N. 1 del Wall Street Journal (8 luglio 1889)
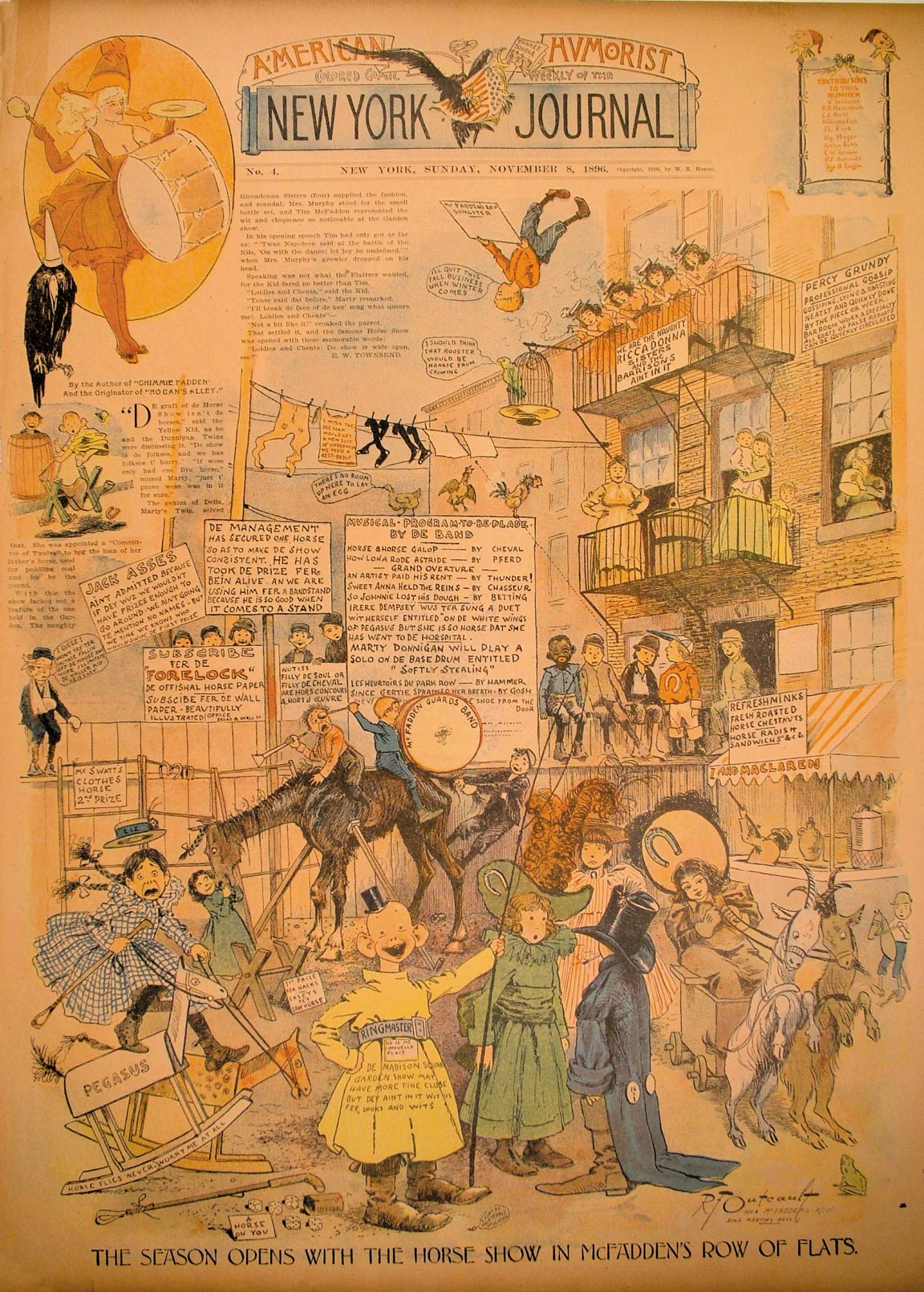
Yellow Kid
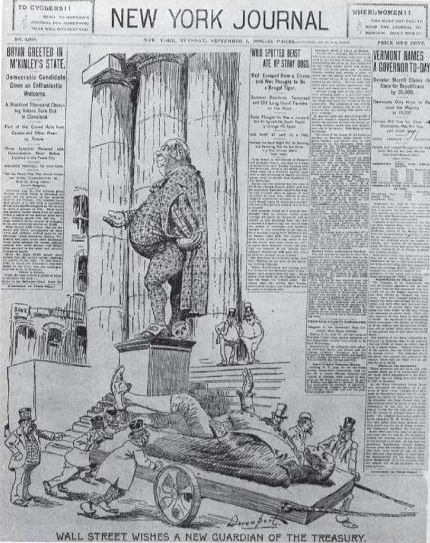
Il New York Journal del 1º settembre 1896

## Dal 1900 al 1945
- Lincoln Steffens (giornalista investigativo)
- Richard Harding Davis (corrispondente di guerra)
- Joseph Medill Patterson (giornalista e fondatore di quotidiani)
- Walter Lippmann (opinionista)
- James Reston (opinionista)
- Joseph Alsop (opinionista)
- Henry Robinson Luce (editore di periodici)
- Isidor F. Stone (giornalista investigativo)
- Seymour Hersh (giornalista investigativo)

Nel maggio 1900 l'Associated Press si riorganizza escludendo il profitto dalla ragione sociale e assumendo la fisionomia di un'associazione tra testate giornalistiche indipendenti. Nel 1907 Scripps e McRae rifondano la United Press, che era fallita nel 1897. L'agenzia di stampa che cresce maggiormente nel primo decennio del secolo è quella di William Hearst, la International News Service. Nel 1911 si fonde con la National Press Association, che raccoglie i quotidiani della sera del gruppo.
Nello stesso periodo nascono le Scuole di giornalismo all'interno degli atenei: la prima viene istituita dall'Università del Missouri nel 1908 (la stessa che trent'anni prima aveva istituito il primo corso universitario nella materia). Da allora ad oggi, negli Stati Uniti l'accesso alla professione avviene quasi esclusivamente tramite le facoltà universitarie. Alla vigilia della Seconda guerra mondiale saranno attivi 32 tra scuole e dipartimenti di giornalismo negli atenei. A partire dal 1935 le università diplomano circa 1.200 laureati ogni anno, destinati ad entrare nelle redazioni dei giornali, o nelle radio oppure nelle agenzie di pubblicità.
All'alba del nuovo secolo la rivista più letta negli Stati Uniti è il Ladies' Home Journal, un settimanale per famiglie. Fondato dalla signora Louise Knapp e diretto dal marito, è il primo nel Paese a superare la soglia del milione di abbonati.
Nel 1904 il New York Times, all'epoca il terzo quotidiano della città (dopo il New York World e il New York American di Hearst, ex Morning Journal) si trasferisce in un nuovo grattacielo costruito nel quartiere di Broadway. La piazza sottostante diventa “Times Square”. A differenza di World e American, che privilegiano un'informazione spregiudicata e gridata, il Times vuole semplicemente raccontare i fatti che meritano l'attenzione del pubblico: All the news that's fit to print diventa il motto del giornale, destinato a fare storia. Il Times filtra le notizie e costruisce una gerarchia secondo l'ordine tradizionale, che assegna la precedenza ai fatti di carattere internazionale.

Nel 1901 viene eletto presidente Theodore Roosevelt. Inizialmente i rapporti con la stampa sono buoni: Roosevelt dà vita alla consuetudine di tenere incontri regolari con i giornalisti. Ma i maggiori giornali si contendono i lettori a colpi di scandali e notizie sensazionalistiche. Esasperato, Roosevelt definisce i giornalisti “spalaletame” (muckracker), intendendo con ciò stigmatizzare la perniciosa tendenza della stampa nel voler cercare lo scandalo a tutti i costi. Il termine entra nel gergo giornalistico americano. Il suo successore William Taft (1909-1913) cancellerà le conferenze stampa periodiche con i giornalisti.

Nel 1911 muore Joseph Pulitzer. Nel suo testamento devolve un'ingente somma per l'apertura di una scuola di giornalismo all'interno della Columbia University (cosa che avverrà puntualmente l'anno dopo). Parte del suo lascito, inoltre, è impiegata per fondare un premio annuale che ricompensi le migliori inchieste ed i reportage più brillanti. Nasce il Premio Pulitzer, tutt'oggi il premio più ambito al mondo per chi esercita la professione giornalistica.
Il 28 luglio 1914 le agenzie di stampa battono sul tempo i governi nell'annunciare pubblicamente la dichiarazione di guerra dell'Austria alla Serbia, l'evento che scatena la prima guerra mondiale. I giornali statunitensi, nonostante l'iniziale neutralità del loro Paese, spediscono decine di inviati in Europa per raccontare la guerra. La maggior parte della stampa americana si schiera su una posizione isolazionista (cioè per rimanere lontani dal conflitto). Solo New York Times e New York Herald prendono posizione a favore dell'intervento al fianco di Londra, mentre i giornali del gruppo Hearst sostengono gli Imperi centrali contro la Corona britannica, vista come l'emblea di un passato da abbandonare. Dopo l'entrata in guerra (1917) il Paese sperimenta l'intervento della censura sui messaggi per l'estero e sulla stampa di lingua tedesca distribuita sul territorio nazionale. I giornali devono inoltre accettare il monopolio di agenzie e uffici stampa governativi nella fornitura delle notizie. Non bastasse, nel maggio 1917 il Sedition Act (“legge sulla sedizione”) istituisce il reato di vilipendio alla bandiera, alle forze armate, alla Costituzione e alla nazione. Nel corso di un solo anno vengono condannati più di settanta periodici: una restrizione così forte alla libertà di stampa non si vedeva dai tempi della Guerra civile. La Prima guerra mondiale termina nel novembre 1918. Come si era verificato all'inizio del conflitto, le agenzie batterono sul tempo la politica annunciando per primi la cessazione delle ostilità (in questo caso, la notizia fu data dalla United Press).
Nel corso della Grande guerra il telegrafo senza fili si rivela un utilissimo strumento di trasmissione delle informazioni. Negli anni venti alcuni quotidiani americani si dotano di una stazione radio: si verifica per la prima volta una sinergia tra i due mezzi di comunicazione. A metà degli anni venti esistono già stazioni radio organizzate in grado di produrre e diffondere notizie al pari dei giornali. La stampa percepisce di non avere più il monopolio dell'informazione. Nel 1927 il governo istituisce un'autorità regolatoria, la Federal Radio Commission e stabilisce l'obbligo della licenza per le emittenti. Negli anni trenta quasi un terzo delle stazioni radio è legata a un giornale cartaceo. Come nella stampa, si creano delle catene editoriali. Le due maggiori sono la National Broadcasting Company (NBC, fondata da Merlin Aylesworth) e la Columbia Broadcasting System (CBS). Dal 1943 saranno affiancate dall'American Broadcasting Company (ABC). Oltre al mercato radiofonico, le tre reti appena citate investono ingenti risorse nella nascente televisione, organizzando studi di ripresa e creando programmi. Le reti inizieranno le trasmissioni televisive, rispettivamente: la NBC nel 1940, la CBS nel 1941 e la ABC nel 1946. Insieme domineranno indisturbate il mercato televisivo per quarant'anni.
Sempre negli anni trenta si sviluppa il giornalismo con il supporto delle immagini in movimento. I cinegiornali sono trasmessi in tutti i cinema americani. Radio e cinema iniziano a scalfire il monopolio della carta stampata nell'informazione, ma non è ancora niente in confronto a quello che succederà con la diffusione della televisione. Progressi tecnologici si registrano anche nel campo della tipografia e della fotografia. Con l'invenzione della rotocalcografia le immagini stampate su carta da giornale appaiono molto più nitide. Un ulteriore passo avanti è la telefoto: inventata prima della Guerra, si diffonde negli Stati Uniti negli anni trenta. La semplicità d'utilizzo di tale tecnica fotografica fa sì che i giornali si riempiano di fotografie: praticamente ogni articolo importante, specialmente in prima pagina, è affiancato da un'immagine.
Negli anni 1920 compare a New York il «Daily Graphic«. In formato ridotto (tabloid), esce con tutta la prima pagina occupata da una grande foto. Non avrà fortuna, ma anticipa una tendenza. Nel 1923 nasce «Time», un settimanale che organizza, condensa ed interpreta le notizie. Il destino di Time sarà completamente diverso dal «Daily Graphic»: le tecniche usate da «Time», entreranno nell'uso comune dell'editoria periodica americana e verranno esportate in Europa. Merito del suo editore, Henry Robinson Luce, che con Time ha inventato il moderno newsmagazine. Visto il successo ottenuto, Luce fonda, in successione, «Fortune» (mensile di economia e finanza, 1930) e «Life» (settimanale basato sui servizi fotografici, 1936). Entrambi diventeranno i modelli di riferimento per il proprio settore.

Altri tre settimanali che fanno la storia dell'editoria periodica statunitense nascono in questo periodo: «The New Yorker», «Reader's Digest» e «Newsweek». I settimanali hanno imparato a differenziarsi dai quotidiani: a fronte di una selezione dei fatti più rigida, forniscono maggiori approfondimenti. Questo modello viene presto imitato dai quotidiani. I grafici entrano nelle redazioni dei fogli d'informazione: essi affiancano i giornalisti, creano una griglia per ciascuna pagina inserendo fotografie ed articoli in maniera da creare un insieme armonico. Se fino agli anni 1910 tutti i quotidiani si assomigliavano esteriormente (tranne la testata, ovviamente) negli anni trenta ogni giornale si caratterizza per essere confezionato in maniera diversa dagli altri. 

Anche il lavoro di scrittura cambia: siccome le redazioni sono sommerse ogni giorno da centinaia di comunicati stampa, su qualsiasi argomento, teoricamente si può fare il giornale anche solo sulla base delle agenzie e dei dispacci telegrafici. I giornalisti devono quindi impegnarsi in un lungo lavoro di filtraggio e poi di verifica delle notizie ricevute, attività che li impegna per una parte sempre crescente della giornata lavorativa.
Le notizie sono così tante che i redattori cominciano a specializzarsi in un particolare settore: cronaca, esteri, interni, economia, sport, eccetera. Ciascun settore è guidato da un caposervizio (figura emergente negli anni trenta), il quale segue in maniera continuativa tutta la sua parte di giornale. L'esigenza di apparire oggettivi quando si offrono le notizie fa sì che i commenti (editorials) siano rigidamente confinati in una pagina a loro riservata, in modo da evitare che si confondano con le notizie. Nella editorial page i pezzi non sono firmati perché non esprimono un'idea in particolare ma rappresentano la linea di tutto il giornale. Altra cosa sono gli opinionisti, persone note ma che svolgono una carriera al di fuori del giornalismo. Attraverso accordi di syndication piazzano le loro opinioni su centinaia di quotidiani. Generalmente restano nello spazio di una colonna di giornale e da questo derivano il loro nome in inglese, columnists. Gli articoli dei columnists, tutti firmati, appaiono nella pagina fianco della editorial page. Dalla locuzione opposite the editorial page è derivato il nome op-ed con cui viene comunemente chiamato il loro spazio. La pubblicazione dei loro commenti è fissa (un columnist è abbinato a un determinato giorno della settimana). Una delle rubriche più famose è “Today and Tomorrow” di Walter Lippmann sul New York Times.

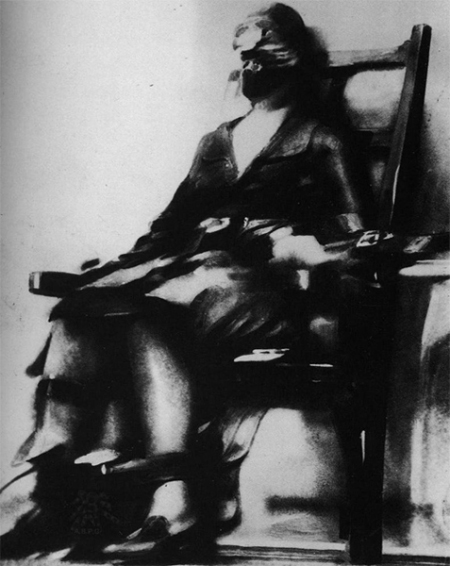
La prima immagine dell'esecuzione di una persona condannata a morte sulla sedia elettrica.

Durante gli “anni ruggenti” si registra l'irresistibile ascesa del Daily News, quotidiano newyorchese fondato nel giugno 1919. Diretto da Joseph M. Patterson, il tabloid passa, tra il 1922 e il 1924, da una tiratura di 200.000 copie ad 800.000, anche per effetto di fortunati concorsi a premi legati al giornale. Supera il World e diventa il primo quotidiano della città e del Paese. Nel 1928 il Daily News realizza uno scoop che fa molto discutere: pubblica la foto di un condannato a morte sulla sedia elettrica, scattata con una macchina fotografica nascosta nel carcere di Sing Sing. La scalata del Daily News continua anche durante la recessione: alla fine degli anni venti supera la quota di un milione e 300.000 copie e nel 1940 supera i due milioni. Nel 1935 il New York Times (500.000 copie) cambia di proprietà e passa ad Arthur Sulzberger (1891–1968). Nasce una dinastia di direttori che guiderà il quotidiano fino agli anni ottanta.
La crisi del 1929 colpisce in maniera significativa anche i giornali: i ricavi pubblicitari sono dimezzati. Inoltre il numero dei giornali subisce una contrazione: da 1942 (anno 1930) scendono a 1749 (anno 1945). L'impero di William Hearst vacilla e poi si sgretola definitivamente. Nel 1935 la sua catena aveva raggiunto l'apice, con 26 quotidiani e 17 settimanali. Appena due anni dopo, sommerso dai debiti, l'ex magnate vende tutte le sue proprietà alle banche e si ritira a vita privata. Nel 1941 uscirà un film ispirato alla sua vicenda: il celeberrimo Quarto potere di Orson Welles.
Gli anni tra il 1933 e il 1935 vengono ricordati per lo scontro frontale tra la stampa e la radio. Gli editori di giornali vogliono mantenere il monopolio sul mercato delle notizie escludendo le reti radio, che invece premono per entrare nel mercato. La stampa spinge le stazioni telegrafiche a non fornire più notiziari alle emittenti radiofoniche, che vengono costrette a cercare le notizie con i propri mezzi. Non contenta, la stampa lancia campagne politiche, economiche e legali per impedire che le notizie siano trasmesse via radio. Quando diventa evidente che lo scontro frontale non gioverà né agli uni né agli altri, si giunge all'accordo di Biltmore (dal nome dell'hotel Biltimore di New York, dov'è siglato nel 1933), con il quale le principali stazioni radio accettano di limitare fortemente la copertura dei notiziari radiofonici. Tuttavia, le emittenti svilupperanno presto dei modi per aggirare i termini dell'accordo, compreso l'uso di agenzie di stampa di nuova costituzione, come la Transradio Press Service.
Nel luglio 1936 scoppia la Guerra civile spagnola. Le testate americane inviano i propri fotoreporter sul posto per raccontare la guerra da vicino. Nel 1937 l'immagine del miliziano repubblicano spagnolo colpito a morte, scattata dall'ungherese Robert Capa per «Life», fa il giro del mondo. Nel 1945 la fotografia di Joe Rosenthal che ritrae un gruppo di soldati mentre issa una bandiera sulla vetta del monte Suribachi fa il giro del mondo ed oggi è considerata una foto iconica. Nel 1947 Robert Capa e il francese Henri Cartier-Bresson fondano a New York la Magnum Photos, la più nota agenzia giornalistica fotografica del mondo.

### Galleria d'immagini: le riviste 1900-1945

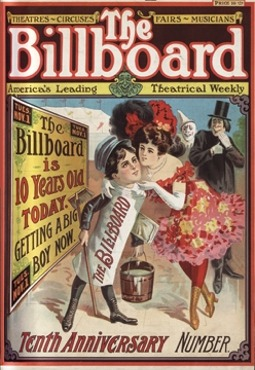
Billboard (1904)
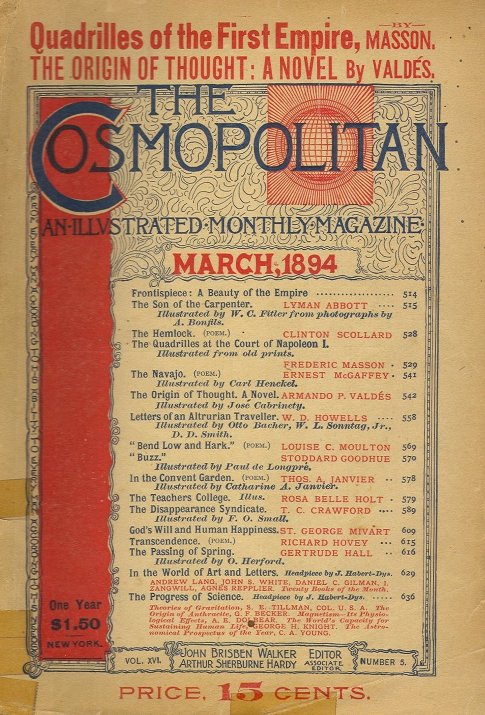
Cosmopolitan (marzo 1894)
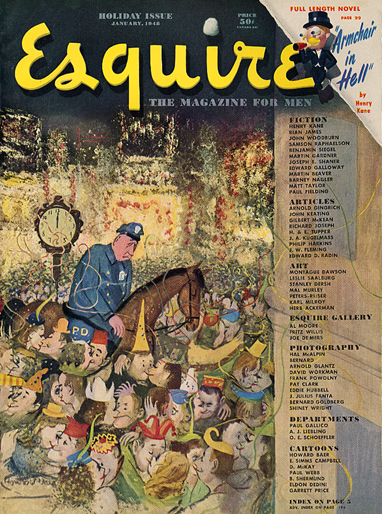
Esquire (gennaio 1948)
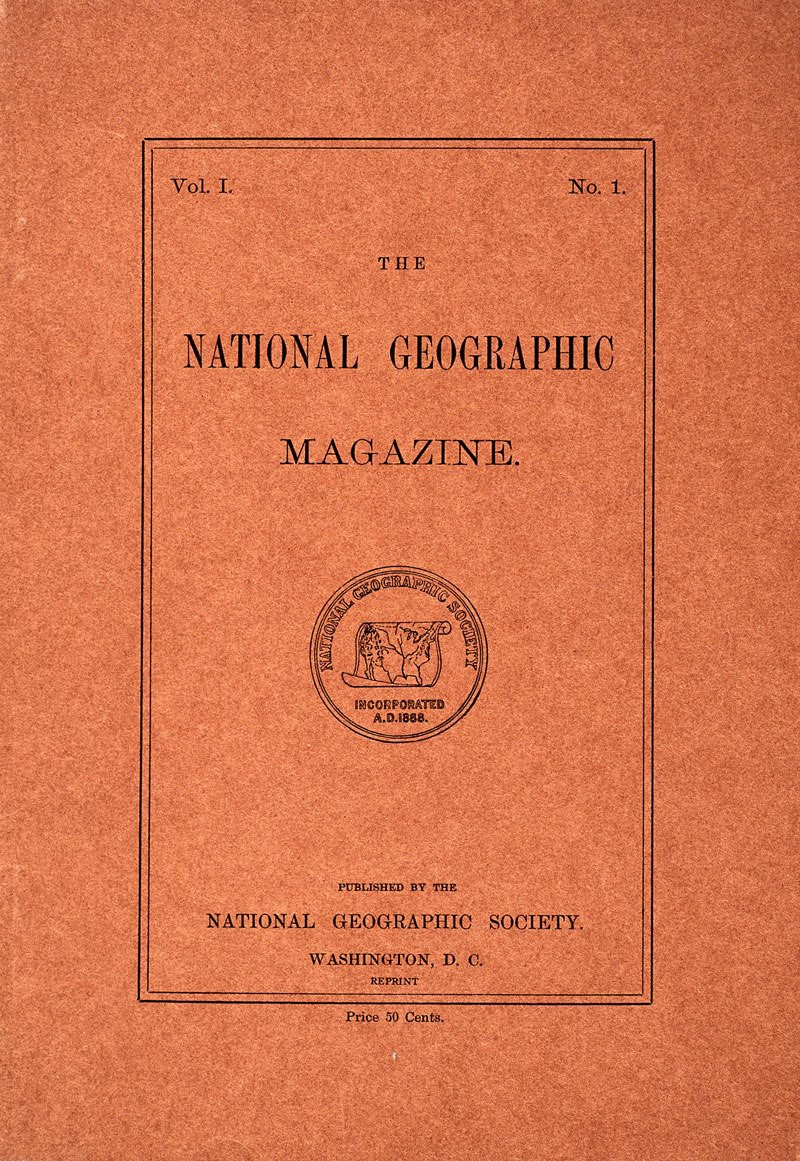
Il N. 1 del National Geographic (22 settembre 1888)
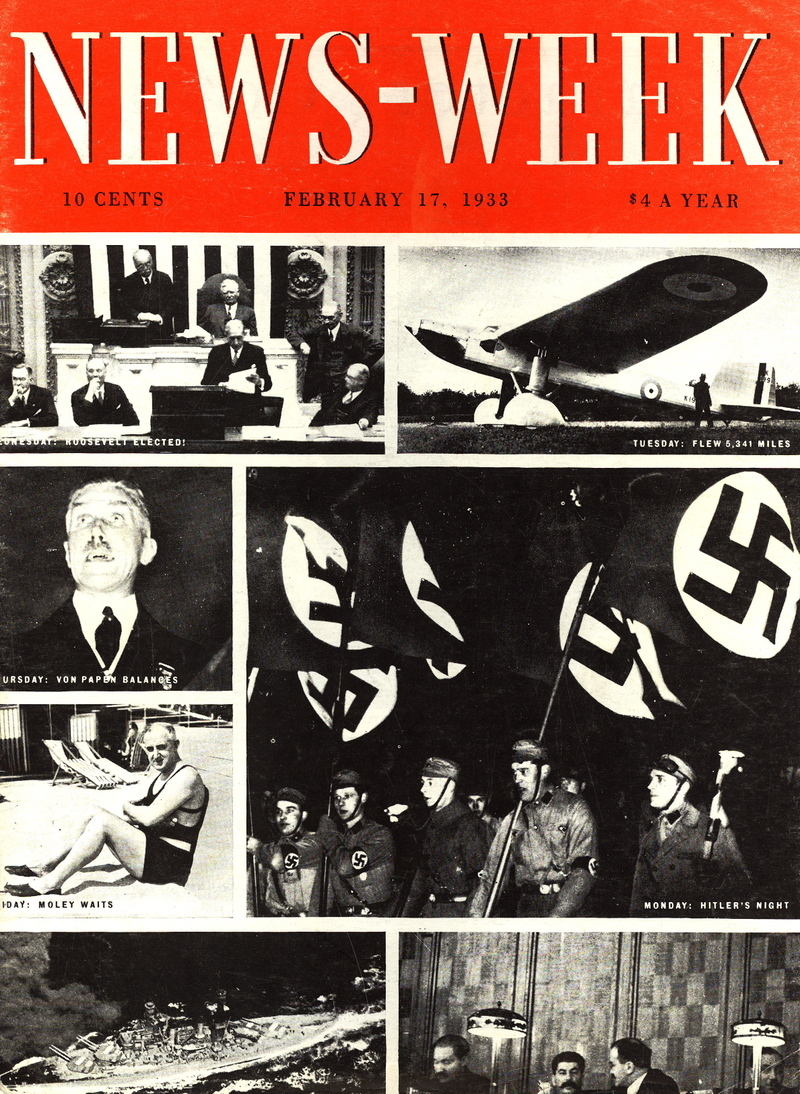
Newsweek (17 febbraio 1933)
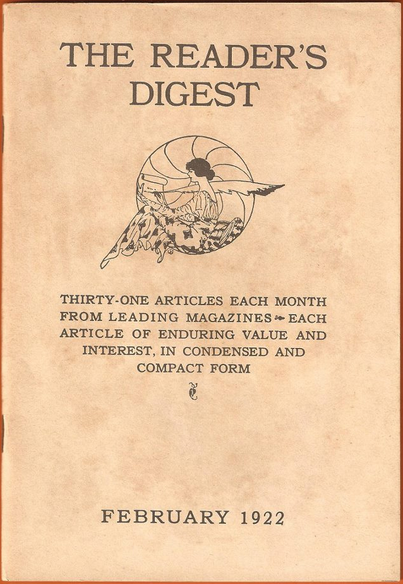
Il N. 1 del Reader's Digest (febbraio 1922)
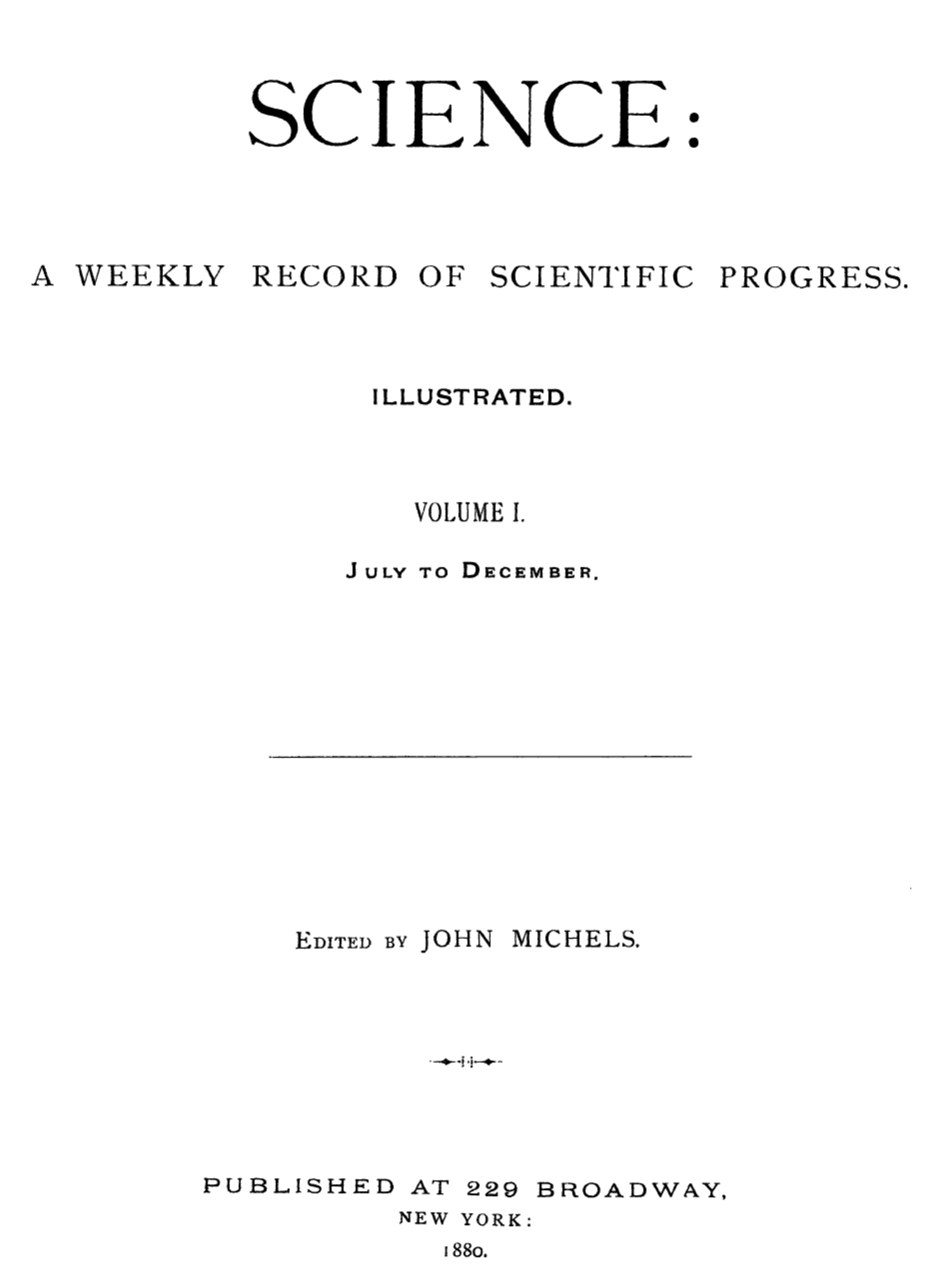
Il primo volume di Science, che raccoglie i numeri settimanali (luglio-dicembre 1880)
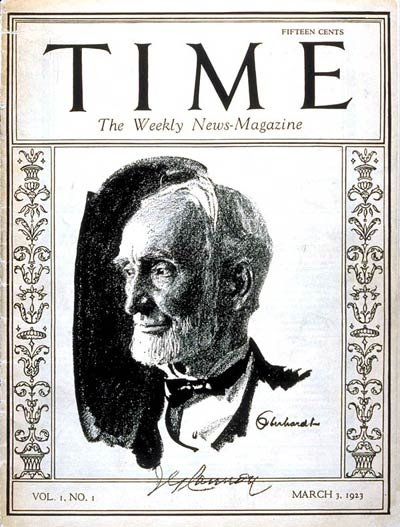
Il N. 1 di Time (3 marzo 1923)
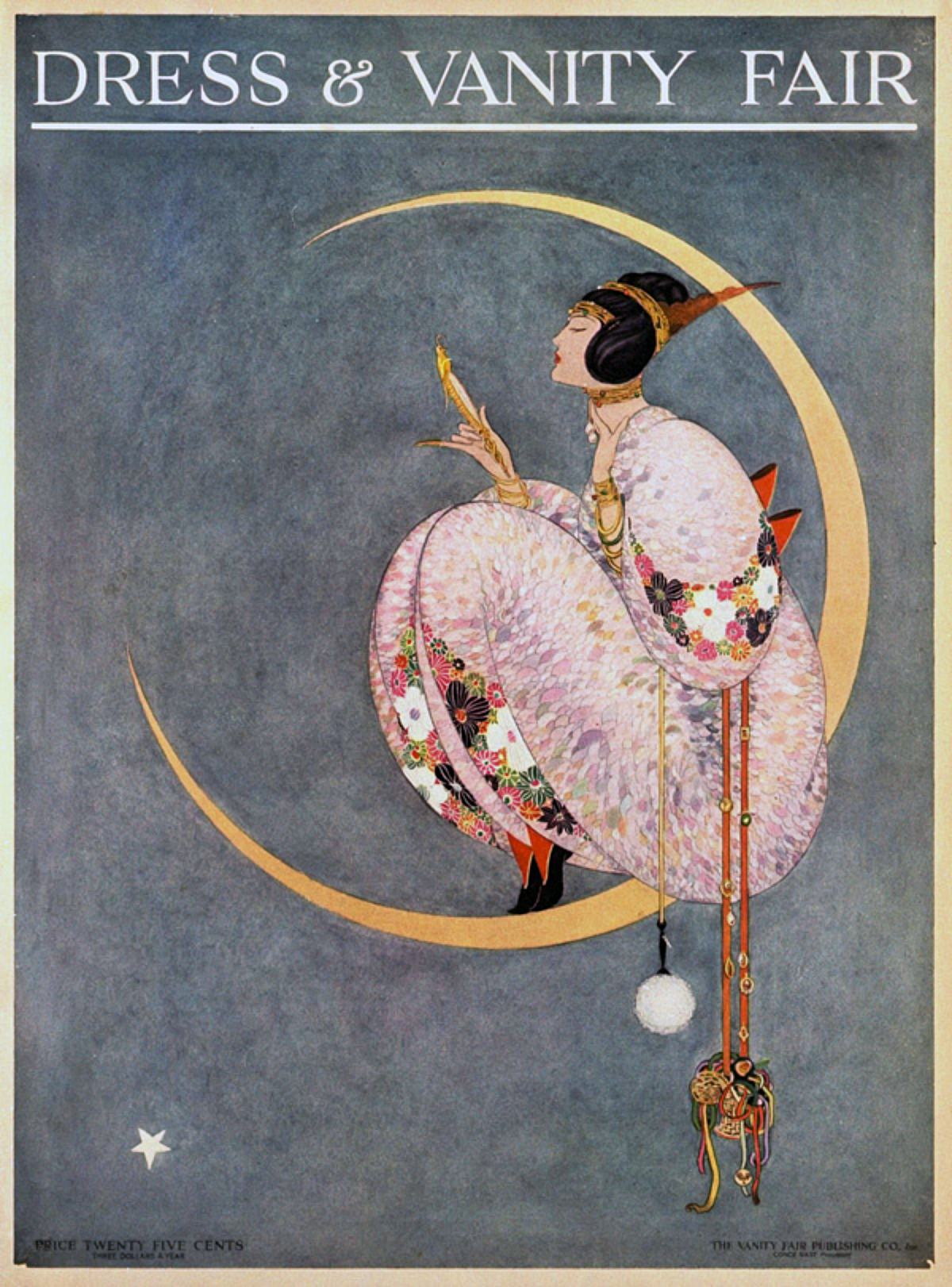
Vanity Fair (ottobre 1913)
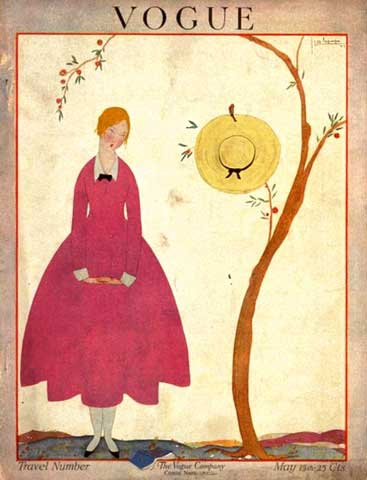
Vogue (1917)

Negli anni trenta i regimi dittatoriali europei, Unione Sovietica, Italia e Germania, mettono in atto una serie di strategie volte a controllare l'opinione pubblica attraverso un utilizzo dei media a senso unico. Negli Stati Uniti invece la politica ricorre ai mezzi di comunicazione come strumento di vicinanza alla popolazione. Alla Casa Bianca dal 1933 al 1945 per tredici anni consecutivi, Franklin D. Roosevelt è il presidente che incarna meglio questo nuovo spirito di collaborazione. Inaugura le “chiacchiere al caminetto” (Fireside chats) una trasmissione radiofonica in diretta durante la quale intrattiene una conversazione in tono pacato e rilassato con i concittadini. Riprende la consuetudine delle conferenze stampa (è lui che sceglie la Sala Ovale per questi incontri), che si tengono due volte alla settimana (generalmente il martedì e il venerdì). Se ne svolgeranno 408 nel corso del suo primo quadriennio, 374 nel secondo e 337 nel terzo mandato (che si interromperà nel 1945 con la sua morte). Mentre nelle dittature europee la stampa viene “incorporata” nello stato, il modello degli Stati Uniti è quello di una democrazia fondata sul pluralismo dei poteri.
Nel 1940 i quotidiani statunitensi oltre il milione di copie di tiratura sono quattro: Daily News (primo con oltre due milioni di copie), il New York Journal-American (nato nel 1937 dalla fusione di American e Evening Journal, i due quotidiani di Hearst), il Chicago Tribune e l'Inquirer di Filadelfia. La stampa quotidiana assorbe il 39% delle spese pubblicitarie. Seguono: la corrispondenza postale (16%), la radio (10%) la stampa periodica (9%), le affissioni (2%).
Con l'entrata degli Stati Uniti nella seconda guerra mondiale viene istituito l'Office of Censorship. Il potere pubblico non impone il monopolio delle notizie, come aveva fatto nel precedente conflitto, ma cerca la collaborazione della stampa, consapevole che un atteggiamento autoritario avrebbe solo effetti controproducenti. I giornalisti sono ammessi al seguito delle truppe americane (alla fine del conflitto se ne conteranno ben 1.600). Viene tenuto segreto per il maggior tempo possibile, invece, l'impiego della bomba atomica. Il Presidente Truman rende noto il primo attacco atomico (Hiroshima) 16 ore dopo lo sgancio della bomba.

### Galleria d'immagini: i quotidiani 1900-1945

Il Los Angeles Times del 21 aprile 1906, con la notizia del terremoto di San Francisco.
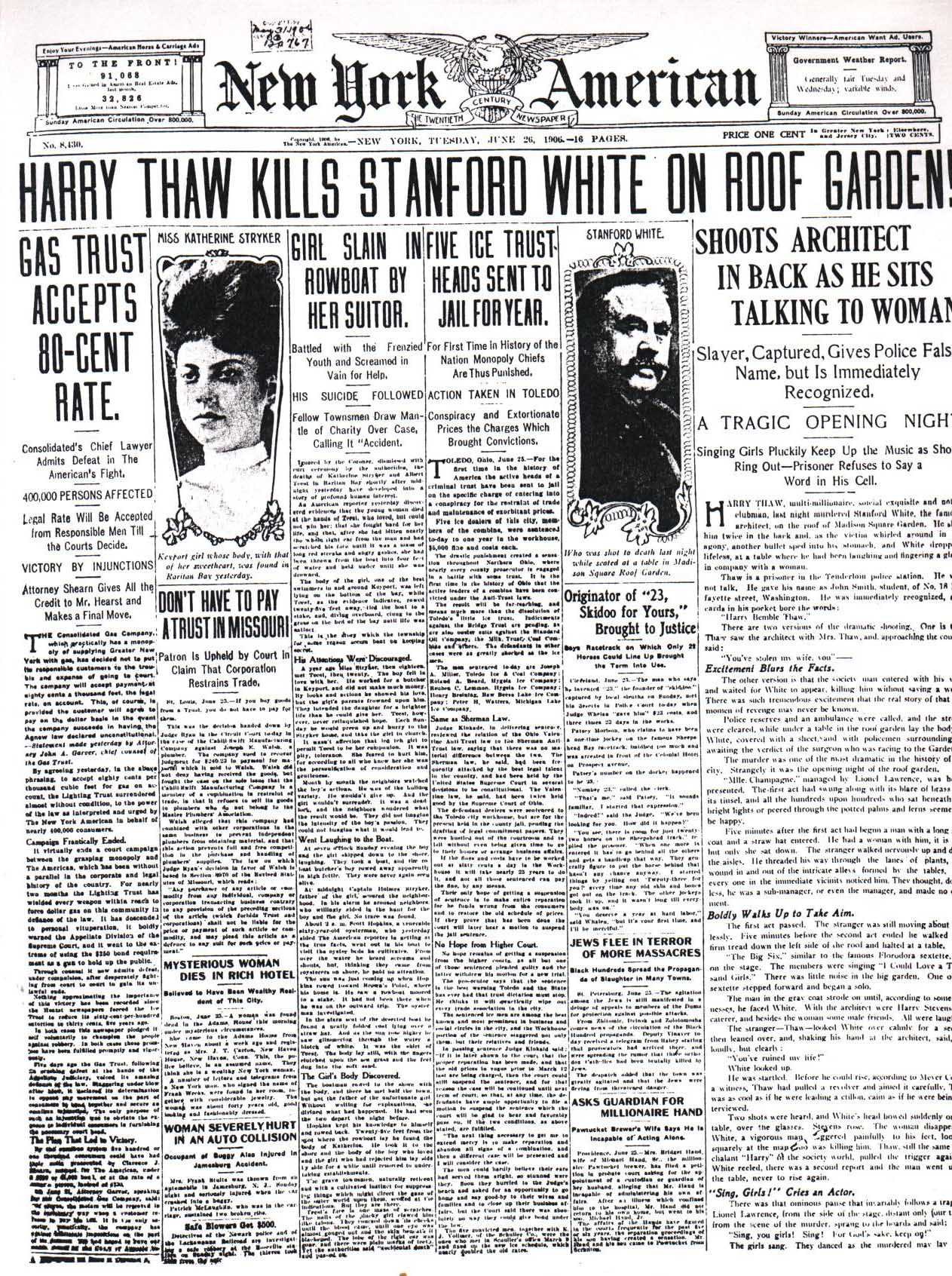
Il New York American del 26 giugno 1906.
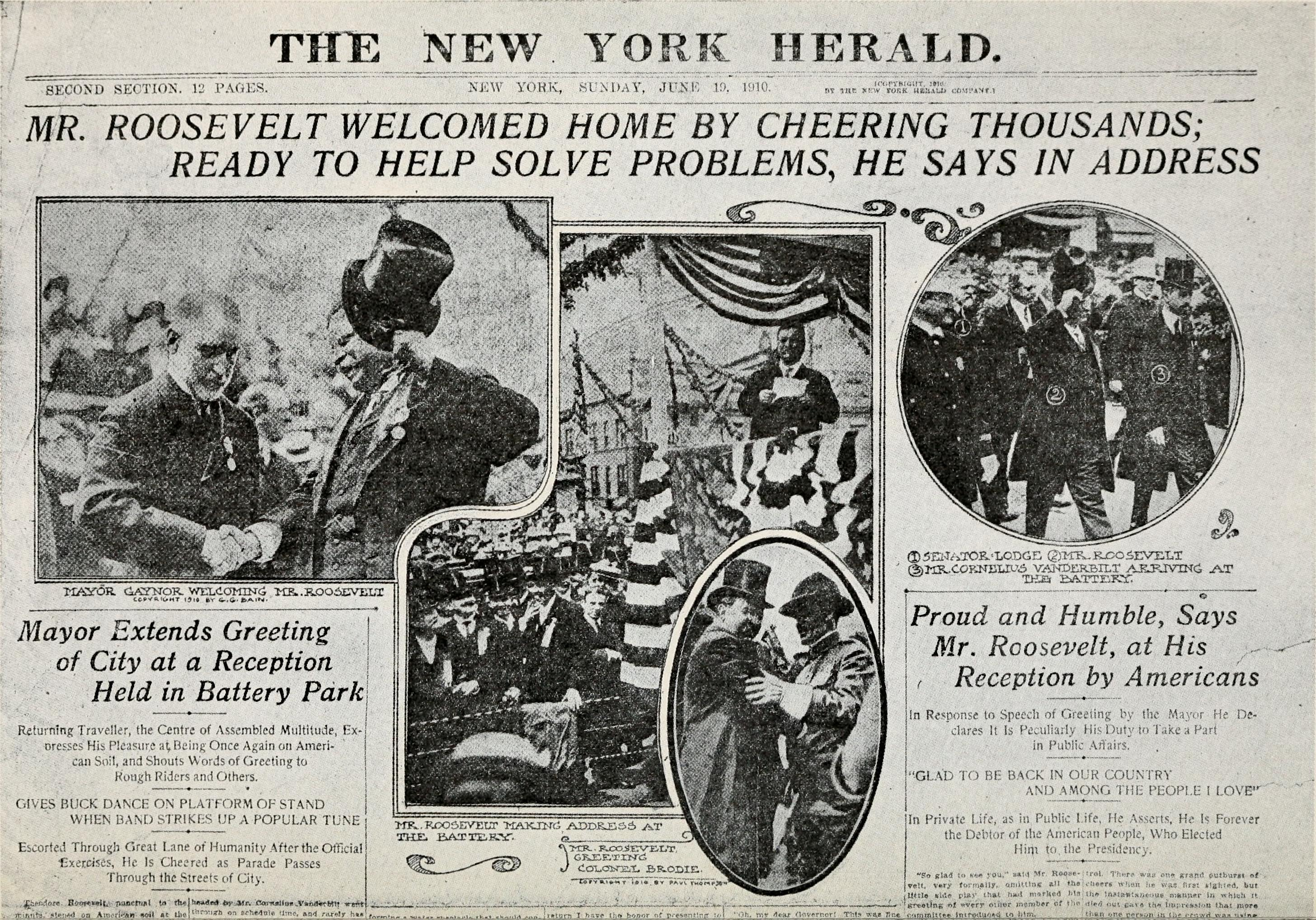
Il New York Herald del 19 giugno 1910.
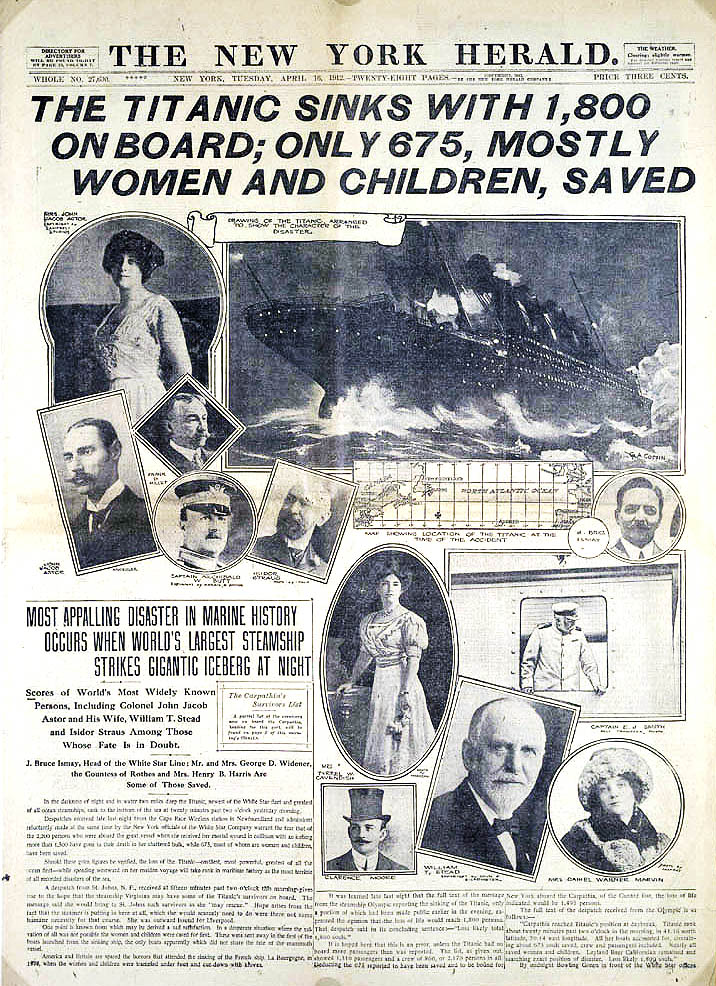
La notizia dell'affondamento del Titanic sul New York Herald (15 aprile 1912).
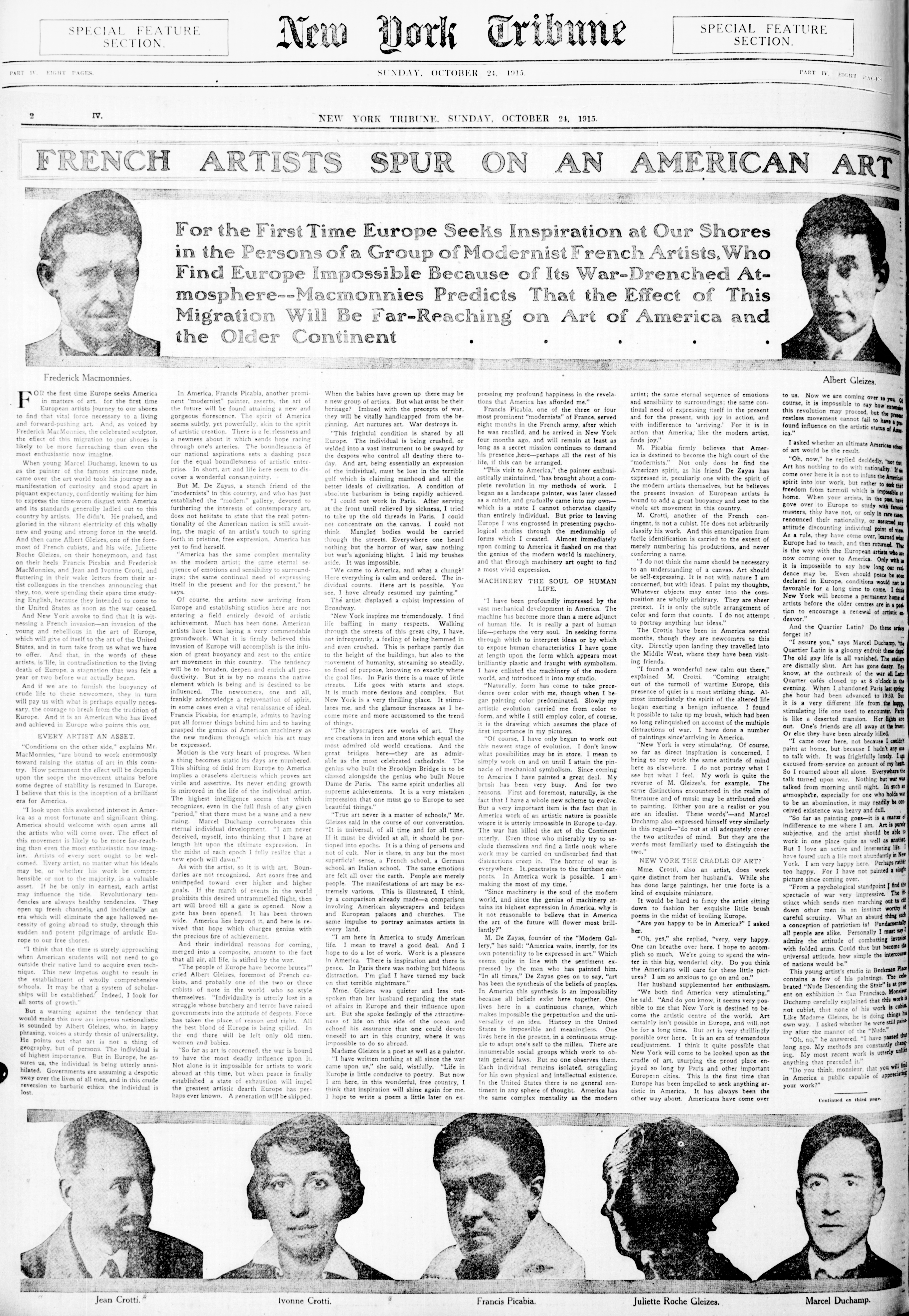
Il New York Tribune del 24 ottobre 1915.
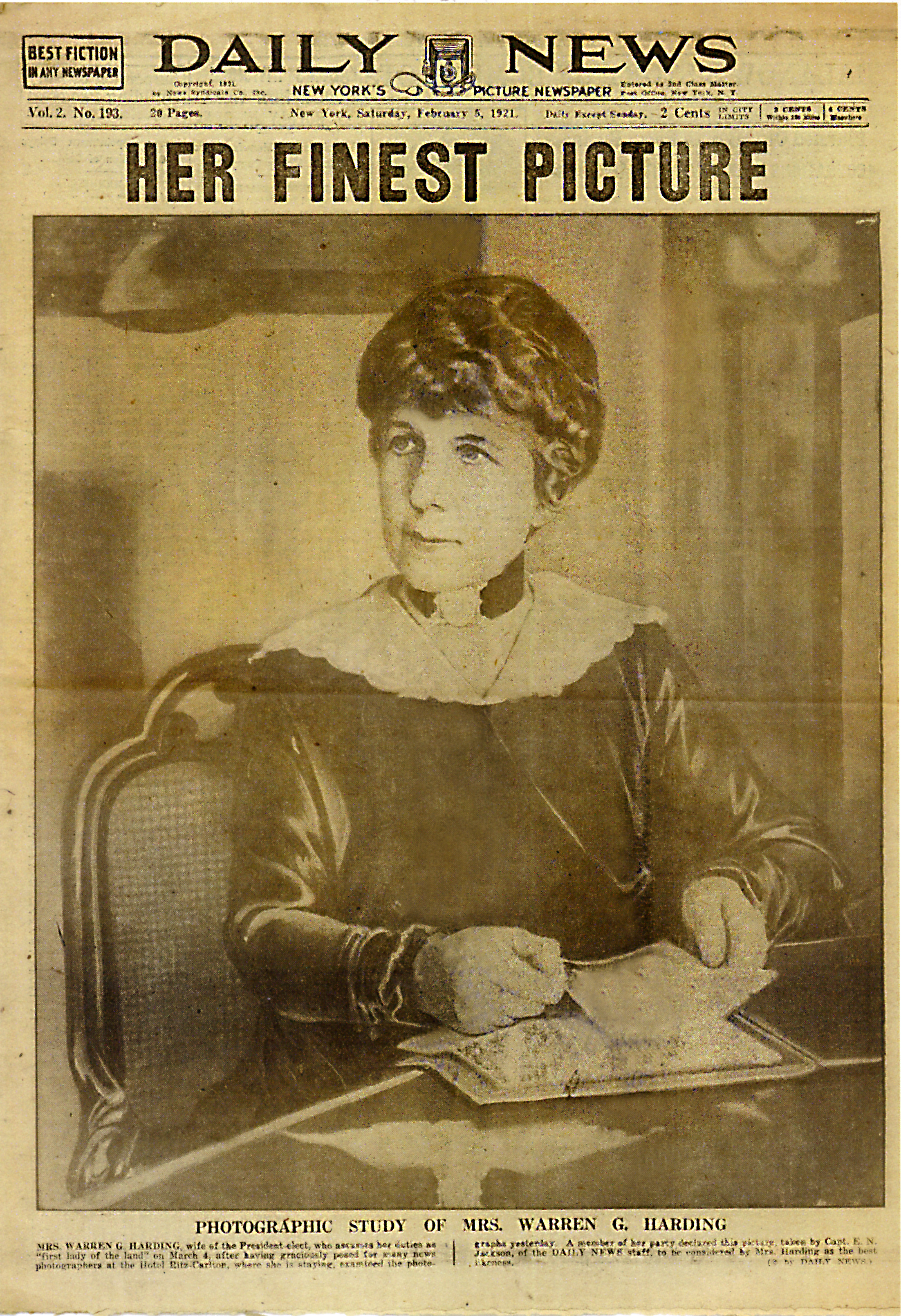
La prima pagina del Daily News del 5 febbraio 1921.
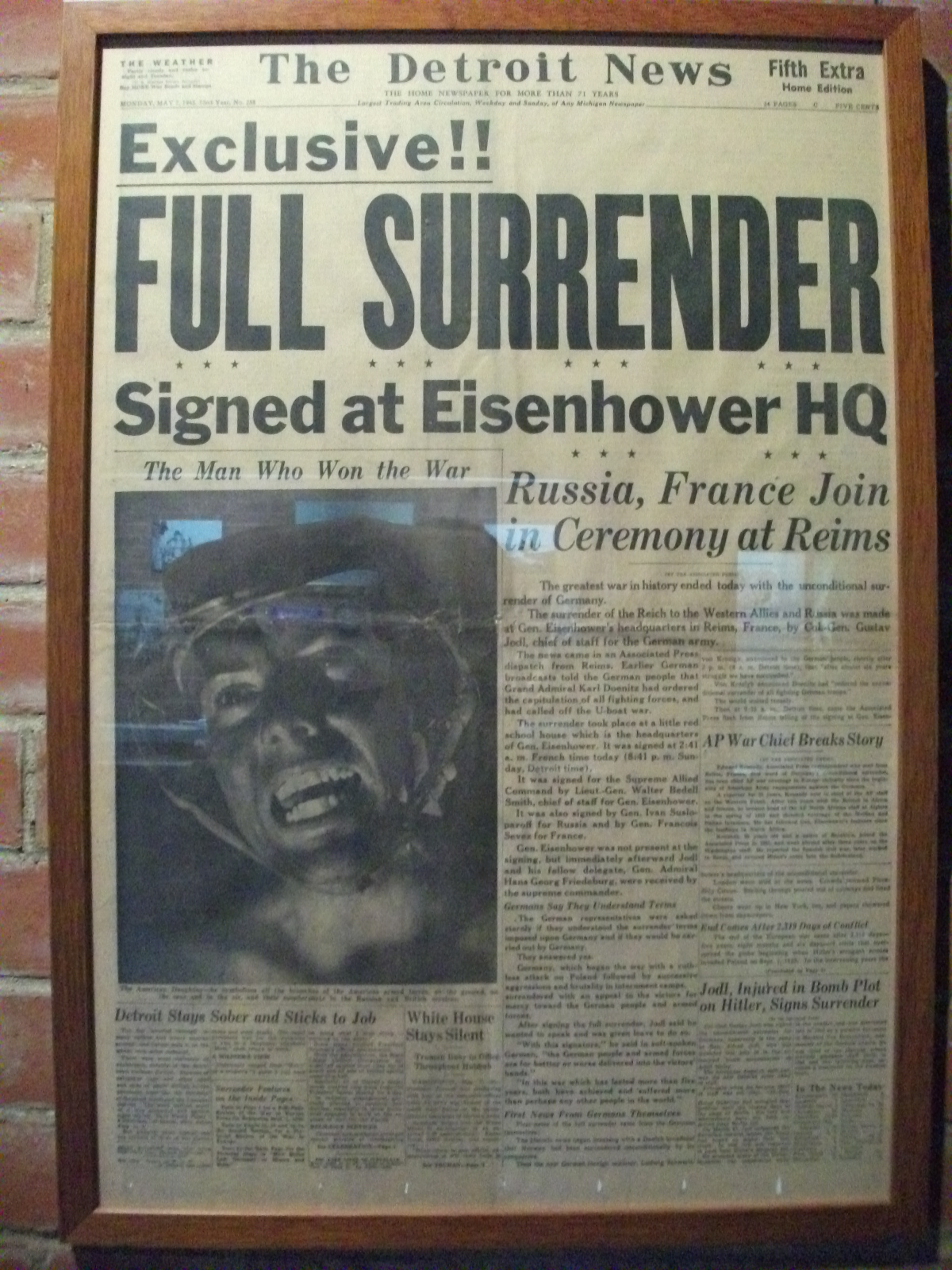
Detroit News, la Germania si arrende: la seconda guerra mondiale è finita.
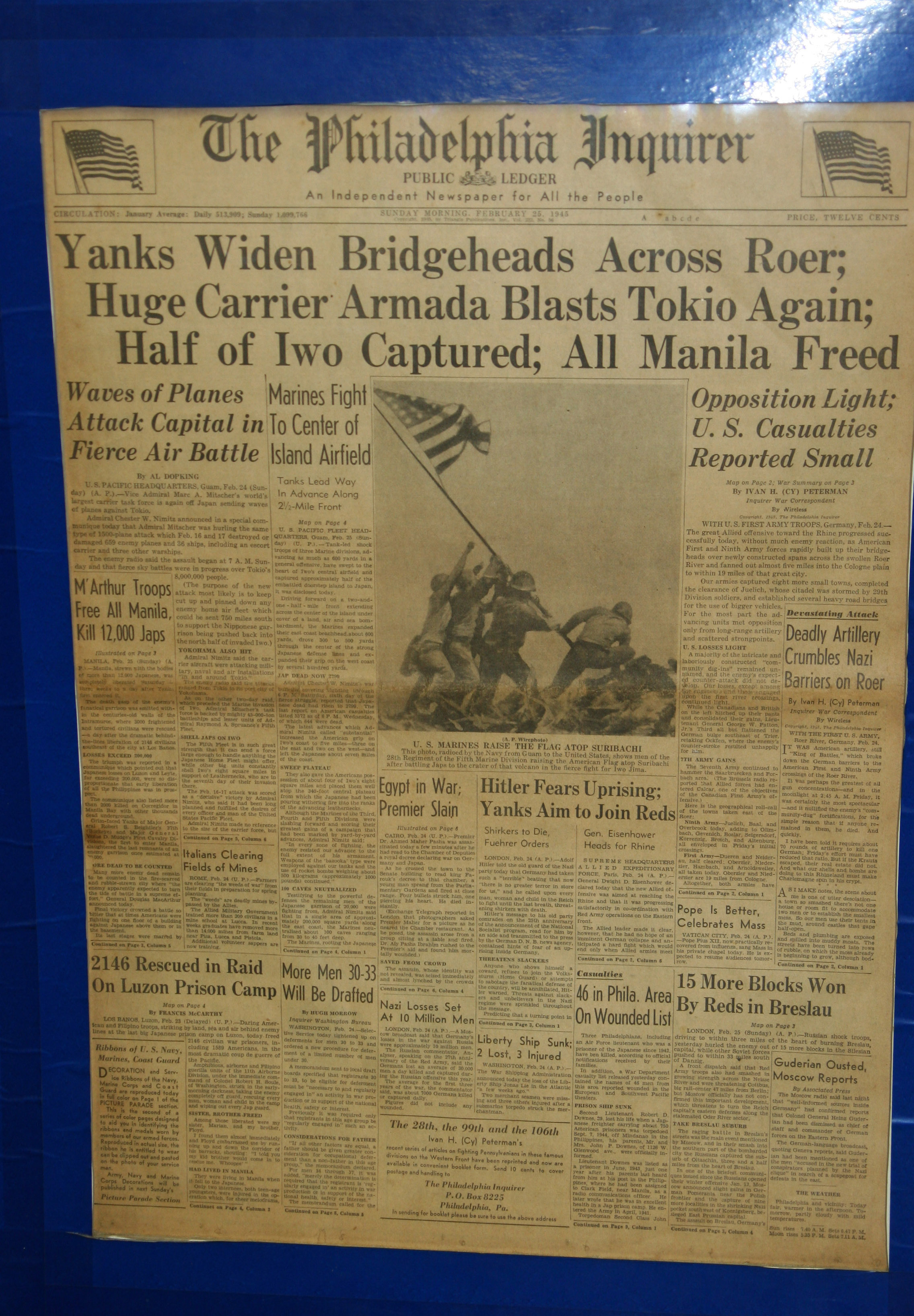
Il Philadelphia Inquirer mette in prima pagina la famosa immagine di un gruppo di militari che innalza la bandiera americana su di un'isola giapponese appena conquistata.
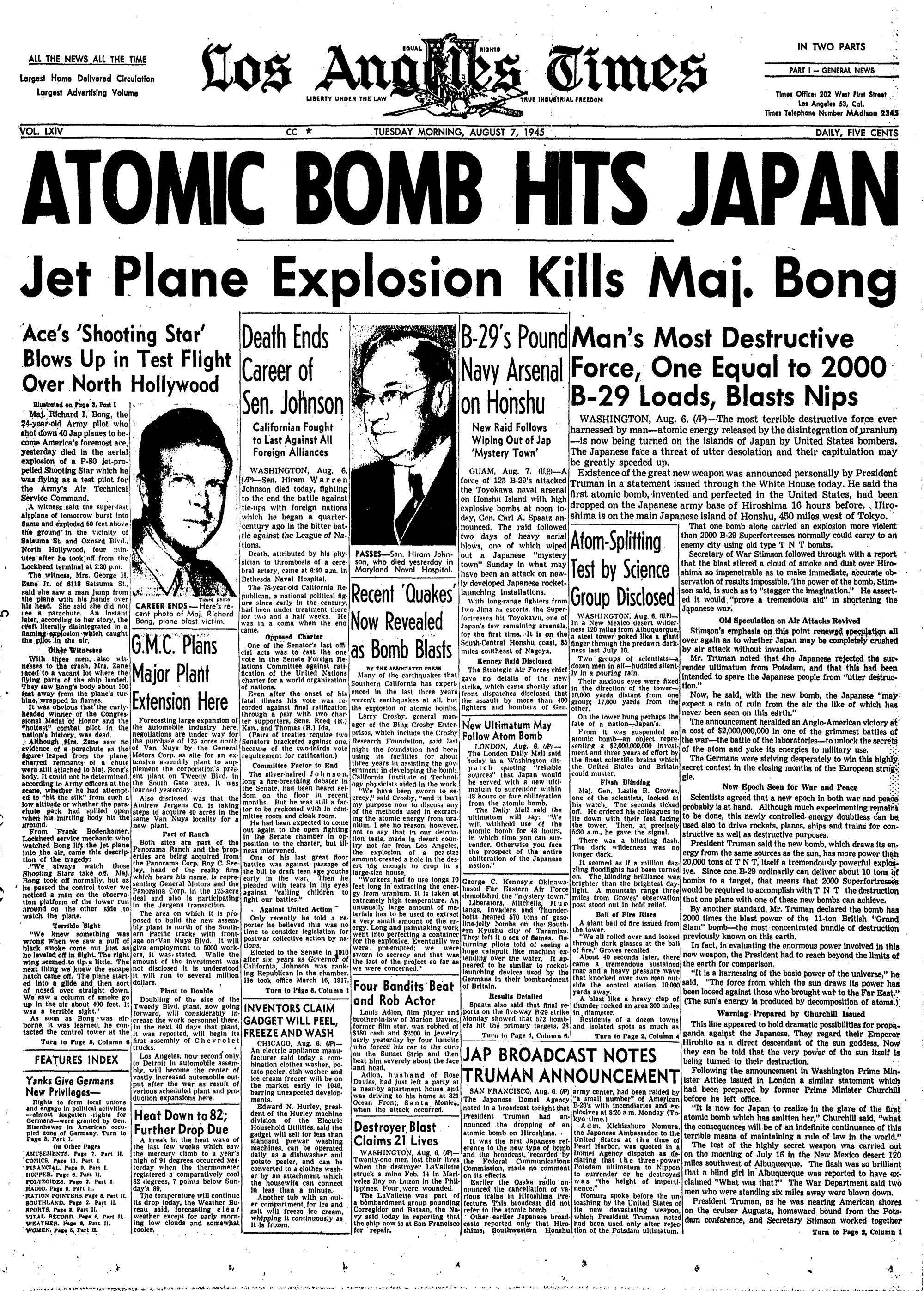
Il Los Angeles Times del 7 agosto 1945.

## Dal 1946 al 1989
Negli Stati Uniti le testate giornalistiche godono di una robusta protezione grazie a una sentenza della Corte Suprema federale del 1964 (The New York Times contro Sullivan) in base alla quale si può essere condannati per diffamazione solo se è dimostrata la consapevolezza da parte della testata di aver pubblicato il falso. Occorre, in altre parole, la prova della malafede.

La sentenza ebbe come oggetto un fatto avvenuto nel 1960. In quell'anno Martin Luther King tenne una manifestazione per i diritti civili a Montgomery (capitale dell'Alabama). Qualche tempo dopo il New York Times pubblicò una pagina, acquistata da 64 persone, in cui i manifestanti accusavano la polizia locale di aver adottato verso di loro atteggiamenti discriminatori perché neri. Il commissario di polizia di Montgomery, L.B. Sullivan, si sentì offeso dalle espressioni contenute nella petizione apparsa sul quotidiano newyorchese e citò in giudizio il Times per diffamazione presso il tribunale della contea. Il giudice gli diede ragione e condannò il giornale al pagamento di 500.000 dollari come risarcimento del danno. Il Times impugnò il verdetto presso la Corte Suprema dell'Alabama, che lo confermò. Fece allora ricorso alla Corte Suprema federale, che accettò di esaminare il caso ed ordinò la revisione del processo.

Nel marzo 1964 la Corte Suprema degli Stati Uniti decise all'unanimità (nove a zero) che il verdetto del tribunale dell'Alabama violava il Primo emendamento della Costituzione federale e stabilì che ogni cittadino è libero di segnalare una campagna per i diritti civili. Detto altrimenti, il principio della libertà di parola, affermato nel Primo Emendamento alla Costituzione degli Stati Uniti limita la capacità dei funzionari pubblici di citare in giudizio per diffamazione. Tale sentenza è tutt'oggi considerata una delle decisioni chiave a sostegno della libertà di stampa.
Protagonista della seconda metà del XX secolo è la televisione. Negli Stati Uniti diventa il principale mezzo d'informazione tra gli anni sessanta e gli anni settanta. Se nel 1947 possedevano una televisione solo 30.000 famiglie, il numero sale a quattro milioni nel 1950, quindici nel 1952 e trentacinque nel 1961.
Forse l'anno che fa da spartiacque è il 1960: in quella stagione John Fitzgerald Kennedy vince le elezioni presidenziali pur non essendo il favorito nei sondaggi ed avendo con sé solo un giornale su sette. È proprio il confronto televisivo a spostare i voti dal rivale Richard Nixon al candidato democratico. Negli anni sessanta il nuovo mezzo prosegue la sua crescita: a metà degli anni settanta, per quasi due americani su tre la tv è il principale mezzo d'informazione.
L'ascesa della televisione non indebolisce la quota di investimenti pubblicitari nella carta stampata, che rimane sempre al primo posto nel mercato. Però alcuni quotidiani ne fanno le spese: quelli pomeridiani. Questo comparto si dimezza tra gli anni settanta e gli anni ottanta, scendendo da 1450 testate a 766. Uno dei quotidiani più famosi a chiudere è il Chicago Daily News, storico giornale del pomeriggio nato nel 1876, che cessa le pubblicazioni nel 1978, nel pieno dell'ascesa dell'informazione televisiva. Quanto alla radio, nel mercato pubblicitario viene relegata a un ruolo marginale (le sue percentuali oscillano tra il 7% e il 10%), ma si diffonde con facilità nelle case degli americani: a partire dal 1948 (anno dell'invenzione del transistor) il numero di apparecchi radiofonici si moltiplica fino a doppiare quello dei televisori.
Mentre l'ascesa della radio non indebolisce la forza della carta stampata, la televisione erode progressivamente quote di mercato ai giornali. I dati del mercato pubblicitario sono esemplificativi: nel 1960 la tv attira il 13% degli investimenti (i giornali il 39%); nel 1976 la televisione sale al 20% mentre i periodici scendono al 34%. Nello stesso periodo molti giornali cambiano di proprietà, venendo acquisiti dalle grandi catene editoriali. La più grande concentrazione editoriale è quella di Samuel Irving Newhouse che nel 1955 arriva a possedere 13 quotidiani, otto settimanali, quattro televisioni e tre stazioni radio.
Nel 1967 l'Associated Press stringe un accordo con la «Dow, Jones & C.» per la fornitura di notizie economiche e finanziarie per il mercato estero.

La United Press fa la stessa cosa: nel 1976 si allea con un'altra agenzia statunitense, la «Commodity News Service», con la quale crea «Unicom».

- AP: 1320 giornali, 3400 stazioni radio e tv;
- UPI: 1134 giornali, 3699 stazioni radio e tv.
(dati relativi alla seconda metà degli anni 1970)[61]

Nel 1958 l'agenzia di stampa United Press assorbe la International News Service di William Hearst. Nasce la United Press International, che diventerà una delle principali agenzie del mondo. Negli anni sessanta il giornalismo investigativo conosce una vigorosa ripresa. Infuria la guerra del Vietnam e una parte degli americani inizia a non credere più alla versione raccontata dai telegiornali. La fiducia del pubblico verso le dichiarazioni ufficiali del governo federale tocca uno dei suoi punti più bassi. La sconvolgente immagine dell'esecuzione in una strada di Saigon di una persona appena arrestata da parte di un poliziotto (Eddie Adams della Associated Press è l'autore dello scatto) convince molti americani che il governo appoggiato dagli Stati Uniti, quello del Vietnam del Sud, sia totalitario e antidemocratico, cioè non dovrebbe avere niente a che fare con Washington. Oltre al Vietnam, l'altro tema caldo del decennio è la segregazione razziale che colpisce gli afro-americani. La figura del giornalista investigativo, che cerca di svelare le verità sottaciute dalle versioni ufficiali compiendo lunghe ricerche che sfociano in reportage documentati, diventa l'emblema della professione.
Nel 1968 debutta nella rete televisiva CBS il programma 60 Minutes ("60 minuti"), una trasmissione di inchieste e approfondimenti che tratta i temi di attualità più scottanti della vita sociale americana. La trasmissione è ancora in palinsesto nel XXI secolo e rimane uno dei programmi più popolari degli Stati Uniti.

Nei primi anni settanta i giornali americani sono protagonisti di due vicende che vedono risaltare la loro funzione di “cani da guardia” dei cittadini nei confronti del potere politico: le carte del Pentagono o Pentagon Papers, e lo scandalo Watergate.
Pentagon Papers
Nel 1971 un funzionario del Pentagono (sede del ministero della Difesa degli Stati Uniti) consegna al New York Times 47 volumi di documenti riservati riguardanti la politica estera del governo di Washington nel Vietnam. Capofila della battaglia sul diritto all'informazione, il quotidiano newyorchese ne inizia in breve tempo la pubblicazione, che però viene interrotta dall'intervento del tribunale distrettuale dello stato di New York, su ricorso del governo. 

La sfida tra la stampa libera e il governo ha così inizio: è in gioco la libertà di espressione tutelata dal I emendamento della Costituzione. La sentenza della Corte Costituzionale dà ragione al New York Times, che così può riprendere la pubblicazione.
L'8 giugno 1972 Nick Ut, fotografo della Associated Press inviato in Vietnam, immortala una scena drammatica: alcuni bambini scappano terrorizzati dal proprio villaggio colpito da un bombardamento al napalm. Tra di essi, una bambina di nove anni, Kim Phuc, appare completamente nuda poiché è rimasta ustionata dal componente tossico dell'ordigno. L'immagine fa il giro del mondo.
Scandalo Watergate
Il 1972 è anche un anno elettorale: a novembre si elegge il nuovo presidente della Repubblica. In luglio i due maggiori partiti hanno già scelto i propri candidati: (Richard Nixon, il presidente in carica, per i Repubblicani e George McGovern per il Partito Democratico). Il 17 luglio vengono arrestati cinque ladri che erano penetrati nottetempo nel quartier generale del PD a Washington (un albergo della catena Watergate) allo scopo di sottrarre documenti che, se resi pubblici, avrebbero potuto compromettere McGovern. Il governo federale afferma sin dal primo momento di essere estraneo ai fatti. Gli elettori credono alle parole di Nixon, che in novembre stravince le elezioni conquistando 49 stati su 50. Ma la campagna di stampa continua e gli indizi si fanno sempre più pesanti. Nel 1974 gli americani capiscono che il Presidente ha mentito alla nazione e il Senato si prepara a metterlo in stato d'accusa. Prima che l'incriminazione (impeachment) venga formalizzata, Nixon rassegna le dimissioni. Vengono rinviate a giudizio 69 persone; 48 saranno condannate. Tra essi vi sono alti funzionari dello staff del presidente.

Il coinvolgimento di membri di alto livello dell'entourage del presidente con l'effrazione nell'albergo Watergate viene messo in luce dai giornali, in particolare dalle inchieste di Bob Woodward e Carl Bernstein, due inviati del Washington Post.
Nel 1982 nasce USA Today. Ha l'aspetto di un quotidiano non qualitatvo, che non fa approfondimenti e di cui si può benissimo saltare qualche numero poiché il tipo di notizie pubblicate è sempre lo stesso: cronaca nera, storie umane particolari e crisi economiche. L'intuizione commerciale del suo ideatore però è azzeccata: USA Today è il prodotto editoriale che interpreta meglio il clima generale degli anni ottanta, quello di un Paese in continua espansione economica, che vuole vivere bene e guadagnare di più.
Ma è il mercato televisivo quello che presenta le maggiori novità. Negli anni ottanta nascono due emittenti che, in maniera diversa, caratterizzeranno i decenni successivi. Nel 1980 l'imprenditore Ted Turner lancia la Cable News Network (CNN), un canale satellitare di sole notizie. L'idea è assolutamente nuova: non esisteva ancora nel mondo qualcosa di simile. Durante il suo primo decennio di vita l'emittente si ritaglia un ruolo marginale (in altre parole “di nicchia”) nel panorama televisivo americano. La rete acquisirà una grande popolarità a partire dal decennio successivo. La seconda novità è la Fox, una rete generalista. Il mercato televisivo americano era dominato, sin dagli anni quaranta, da tre network: ABC, CBS e NBC. Più volte un nuovo operatore aveva cercato di inserirsi come “quarta forza”, ma senza successo. L'impresa riesce a Rupert Murdoch, editore di periodici originario dell'Australia, dove ha avviato anche alcuni canali tv. Nata nel 1986, ancora oggi la Fox è la quarta forza dell'informazione televisiva americana.
Nello stesso periodo le catene editoriali che dominano il mercato della carta stampata sono sostanzialmente due:
- Gannett, che ha un fatturato di 3 miliardi di dollari e 15.300 dipendenti; possiede USA Today;
- McClatchy, con un fatturato di poco meno di 1 miliardo di dollari e 5.600 dipendenti.

Entrambe sono cresciute nel Novecento e si sono affermate grazie all'azione di una persona in particolare: per la prima è stato Frank Gannett (1876-1957), mentre per la seconda è stato Charles Kenny McClatchy (1858-1936). Sopravvivono anche gruppi storici come Hearst Corporation, la New York Times Company (che possiede l'omonimo quotidiano, il «Boston Globe», l'«International Herald Tribune» e altre testate), la Chicago Tribune Company (che edita l'omonimo quotidiano e il «Los Angeles Times») e Dow Jones, proprietaria del «Wall Street Journal».
Tra gli anni ottanta e i novanta le quattro reti tv generaliste sono state assorbite da conglomerati più grandi: nel 1985 la NBC viene acquistata dalla General Electric; nel 1996 la ABC è rilevata dalla Walt Disney Company; nel 1999 la CBS è entrata nel gruppo Viacom.
Galleria d'immagini - Il XX secolo

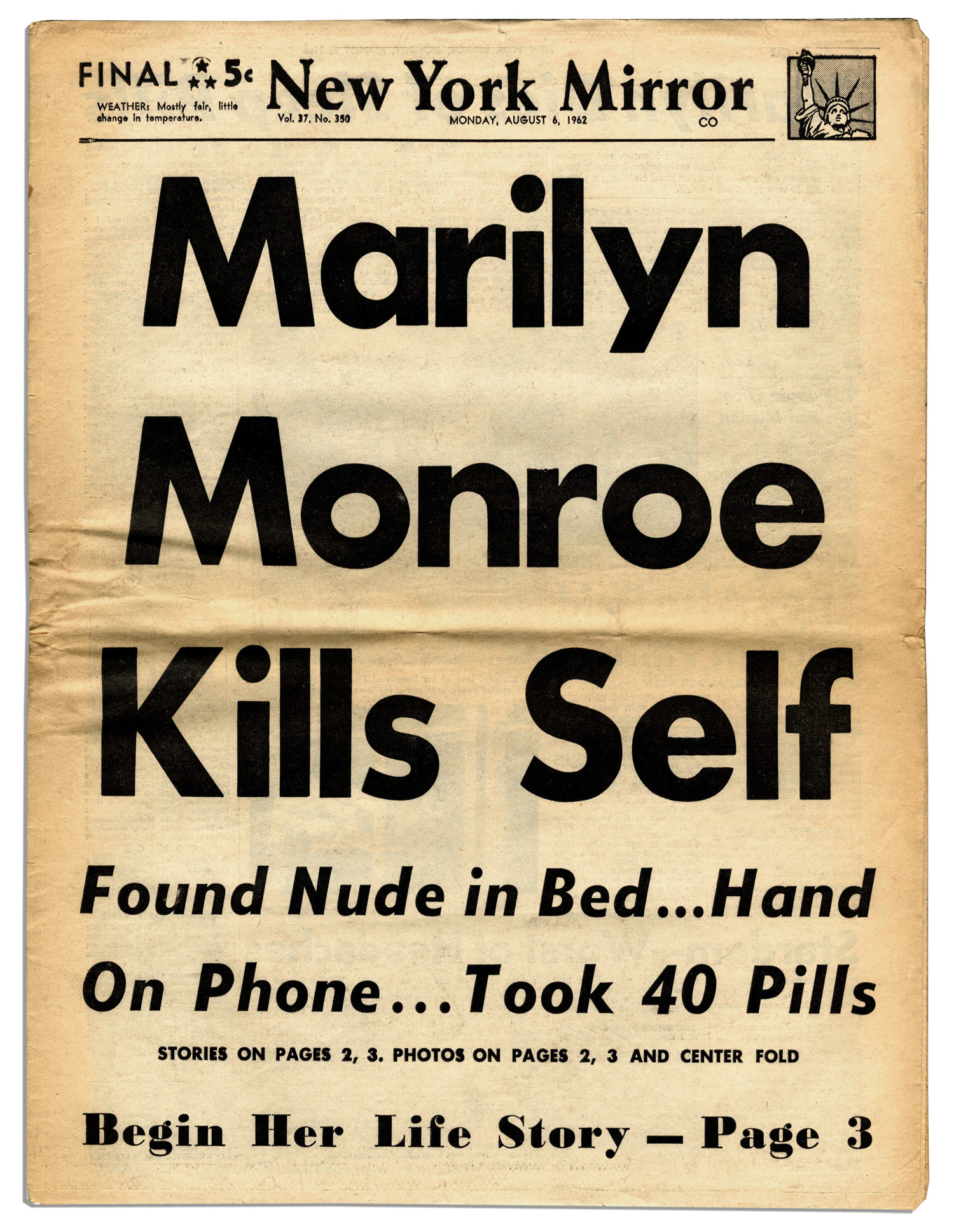
La morte di Marilyn Monroe (6 agosto 1962)
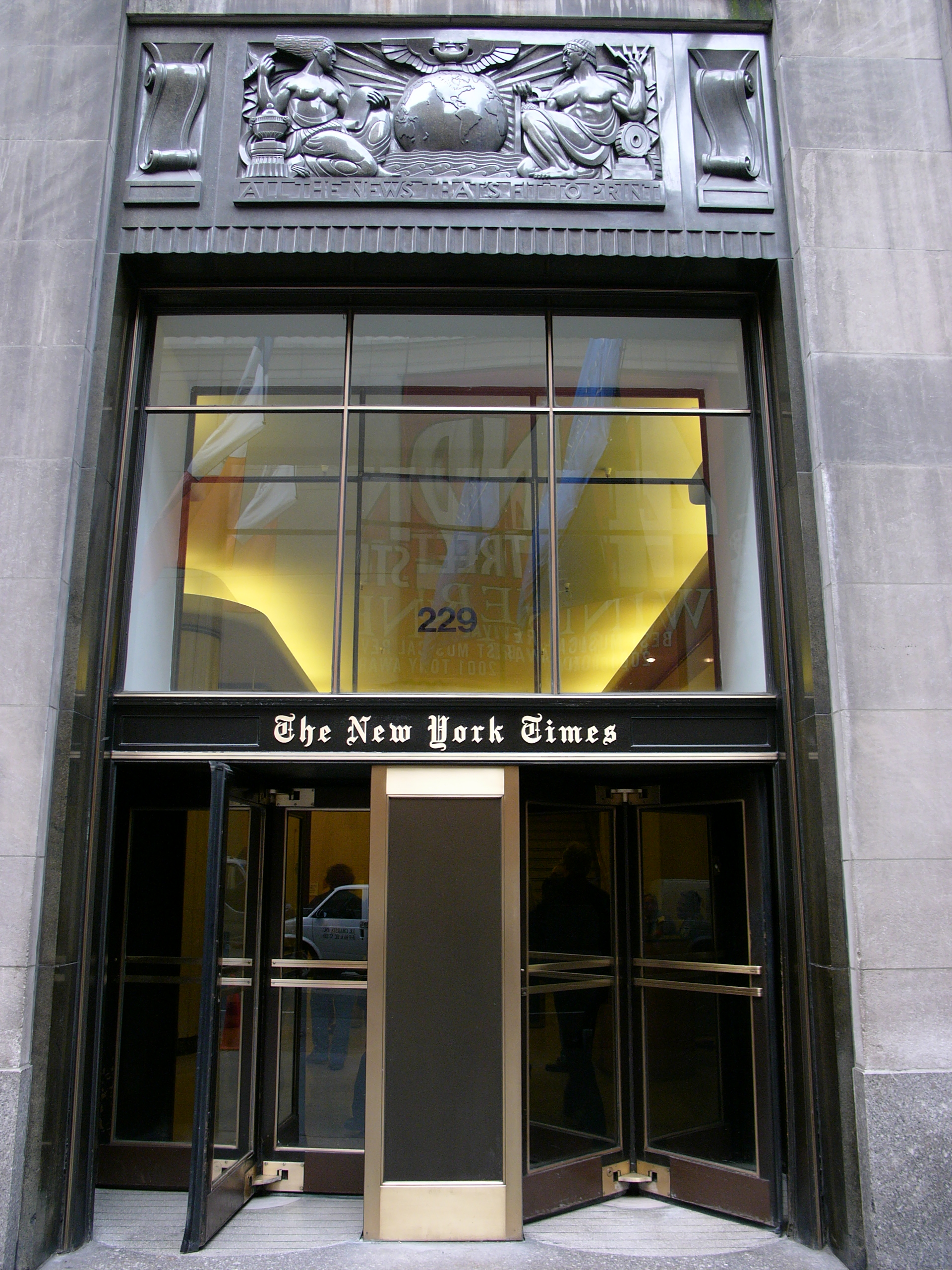
La sede centrale del New York Times

## Dal 1990 ad oggi

Il logo della CNN.

Il logo di Fox News.

Il logo di MSNBC.

Nel 1991 l'editore di USA Today dichiara che il quotidiano ha un lettorato di 6,6 milioni di persone, che lo pone in testa a questa speciale classifica. In pochi anni USA Today diventa anche il primo quotidiano statunitense per diffusione, primato che conserva ancora oggi.
Il 16 gennaio dello stesso anno la rete all news CNN è l'unica al mondo a trasmettere in diretta il bombardamento della capitale irachena Baghdad, l'atto d'inizio della Prima guerra del Golfo. Attraverso i suoi corrispondenti, Bernard Shaw, John Holliman e il neozelandese Peter Arnett (quest'ultimo è un giornalista di lungo corso, avendo fatto il corrispondente della Associated Press in Vietnam negli anni sessanta), la CNN fa vivere in diretta ai telespettatori di tutto il mondo l'attacco aereo. Lo scoop conferisce una popolarità mondiale alla rete, accrescendone enormemente il prestigio. La Guerra del Golfo è il primo conflitto trasmesso in diretta tv.
Durante gli anni ottanta le redazioni si dotano di personal computer. Inizialmente il pc viene usato per scrivere e inviare gli articoli. Nel decennio successivo diventa anche un mezzo per reperire ed elaborare informazioni fresche. Ciò avviene grazie a internet e al world wide web, la grande novità della fine secolo (e della fine millennio). Tutte le testate americane aprono il proprio sito web tra il 1994 e il 1996. Nello stesso periodo anche le grandi catene televisive attivano la loro presenza in rete. All'epoca i siti possono contenere solo testo e immagini statiche a causa della lentezza della connessione (analogica). Nel 1997 il numero dei giornali online supera il migliaio; nel 1999 è già raddoppiato. Su duemila siti web di notizie, 492 sono quotidiani, 700 sono periodici locali e 300 nascono nei campus universitari.

Tra il 1995 e il 1998 la consultazione via web cresce da poco meno di due milioni di pagine visitate al mese a ventuno milioni. All'inizio del 1999 i lettori effettivi sono stimati in più di otto milioni al mese.
La prima notizia ad avere diffusione grazie ai siti web è lo scandalo Lewinsky. Lo scoop viene realizzato da un giornalista di Newsweek, ma il direttore decide di non pubblicarlo. La notizia passa a Drudge Report, un aggregatore web, che la rende nota il 17 gennaio 1998 facendo esplodere lo scandalo a livello mondiale.
Negli anni dal 1987 al 2003 il settore della carta stampata attraversa un periodo di transizione. Ben 305 testate cessano le pubblicazioni quotidiane, ma gli editori reagiscono bene: due terzi di esse si riconvertono in settimanali, oppure si fondono o si rivolgono a un mercato più ristretto (locale invece che nazionale). Nel 2002 i giornali riportano ricavi pubblicitari per 44 miliardi di dollari. A partire dal 2003 il declino del settore accelera: calano le entrate pubblicitarie e diminuisce la diffusione, poiché sempre più persone si affidano a Internet per leggere le notizie. Negli anni successivi i giornali sono costretti a drastiche ristrutturazioni, a causa della diminuzione dei lettori. La diffusione dei quotidiani nazionali precipita a partire dal 2006; dopo dieci anni la flessione è ancora in atto. La gente, anche le persone culturalmente preparate, legge di meno la stampa. L'operazione finanziaria più importante di questo periodo è l'acquisto, da parte di NewsCorp, la holding di Rupert Murdoch, del Wall Street Journal, pagato 5 miliardi di dollari nel 2007.

### Il giornalismo americano dopo l'11 Settembre
L'11 settembre 2001 furono scatenati in contemporanea quattro attacchi aerei contro luoghi nevralgici e simbolici della nazionale americana. Quattro velivoli civili, pieni di passeggeri, furono dirottati e scagliati: i primi due contro le Torri gemelle; un altro velivolo contro il Pentagono (sede del Ministero della Difesa); il quarto fu fatto schiantare al suolo dai passeggeri che, eroicamente, si ribellarono ai dirottatori. Fu il più grande attentato terroristico mai perpetrato negli Stati Uniti.
L'impatto di questa tragedia sul giornalismo nazionale fu imponente, tanto che gli attentati dell'11 Settembre sono considerati, insieme con l'avvento di Internet, uno spartiacque storico.
Sia detto di Internet, che ha rivoluzionato il modo di fare e di vendere l'informazione, l'11 Settembre ha mostrato che importanti mutamenti sulla tecnica di comunicazione della notizia erano avvenuti: la televisione aveva surclassato in pieno la stampa, che da allora si è vista relegata nel ruolo del commento e dell'approfondimento.
Dopo gli attentati la reazione immediata dei media americani fu quella di stringersi attorno alla nazione. La retorica della guerra (America under attack) uniformò per la prima volta il giornalismo più competitivo del mondo. Com'è noto, agli attacchi seguirono due guerre, la guerra in Afghanistan e il conflitto in Iraq. Il giornalismo USA appoggiò entrambe. A unificare la stampa era stata l'emergenza, terminata la quale ogni network riprese la sua corsa.
Un'indagine del 2004 ha rivelato un calo del 59% del pubblico dei telegiornali delle reti generaliste rispetto al picco degli anni settanta, e una sua età media di quasi 60 anni. Dal 2005 al 2014 i quotidiani cartacei hanno perso il 60% dei loro profitti (una perdita quantificabile in 30 milioni di dollari). La crisi colpisce maggiormente la stampa locale: se fino al 2006 l'insieme delle testate locali raccoglieva quasi 50 miliardi di dollari in pubblicità, impiegando 74.000 dipendenti con una diffusione pari a 52 milioni di copie, nel 2017 i ricavi sono scesi a 16,5 miliardi (un crollo pari al 66,4 %), gli occupati si sono quasi dimezzati a 39 000 unità (-47,3%), e la diffusione è scesa a 31 milioni di copie.
Nel 2005 Ted Koppel cessa la conduzione, dopo 25 anni ininterrotti, di Nightline, il programma di approfondimento giornalistico di maggiore notorietà della sua epoca. Le trasmissioni di approfondimento più seguite sono da allora News Night sulla CNN e il settimanale Sixty Minutes sulla CBS. Nel 2008 hanno dichiarato bancarotta alcune grandi catene editoriali: la Tribune Company, la Journal Register Company, la Minneapolis Star Tribune, la Philadelphia Newspapers LLC, la Sun-Times Media Group e la Freedom Communications. A partire dal 2009 molti quotidiani sono stati messi in vendita, ma hanno faticato a trovare un compratore. Nel 2010 il proprietario di Newsweek, The Washington Post Company, lo ha ceduto perché è in perdita. Appena due anni dopo il nuovo editore ha annunciato che il settimanale cesserà le pubblicazioni alla fine del 2012. Nel 2014 ha cambiato di nuovo proprietà ed è tornato in edicola.
Dal 1991 al 2012 i telegiornali trasmessi dalle quattro grandi reti hanno perso la metà del pubblico (il dato è relativo alle ore serali, quelle di massimo ascolto); gli ascolti dei giornali radio sono diminuiti del 40%. Per quanto riguarda i canali all news i dati più recenti mostrano che dal 2017 al 2018 Fox News è salita al primo posto ed ha consolidato il suo primato di ascolti. In questa speciale classifica è seguita da MSNBC (acronimo che nasce dalla fusione di Microsoft e NBC, nata nel 1996) e CNN che, in controtendenza, ha registrato il suo record di ascolti nel 2018.
Nel giugno 2018 il magnate della biotecnologia Patrick Soon-Shiong ha acquistato il Los Angeles Times, il più importante quotidiano dell'Ovest degli Stati Uniti, per 500 milioni di dollari.
Nel novembre 2019 il principale gruppo editoriale del Paese, Gannett, è stato acquisito dal rivale GateHouse Media. Il nuovo conglomerato, che mantiene come nome Gannett, riunisce più di 260 quotidiani locali – 109 controllati da Gannett e 156 da GateHouse Media – ai quali si aggiungono i 464 settimanali editi da GateHouse Media. L'operazione è stata valutata circa 1,4 miliardi di dollari.
Nel 2020, a causa della Pandemia di COVID-19, si sono perse migliaia di posti di lavoro nel settore giornalistico. La tendenza si è ripetuta nel 2023, quando il settore dell'informazione ha licenziato 2 700 giornalisti.

## Statistiche
| I quotidiani negli Stati Uniti |          |                                        |
| Anno | Quantità | Tiratura                               |
| 1820 | 24       |                                        |
| 1830 | 65       |                                        |
| 1860 | 387      | 3.820 copie (media)                    |
| 1870 | 574      | 4.532 copie (media)                    |
| 1890 | 1.650    |                                        |
| 1914 | 2.250    | oltre un milione                       |
| |          |                                        |
| 1940 |          | 41 milioni                             |
| 1945 |          | 48 milioni                             |
| 1960 |          | 58,8 milioni                           |
| 1970 |          | 62,1 milioni                           |
| 1980 |          | 62,2 milioni                           |
| 1993 | 1.556    | 59,8 milioni (231 ogni mille abitanti) |
| 1997 | 1.509    | 56,7 milioni                           |
| 2006 | 1.400    | 48,7 milioni                           |
| È da considerare il fatto che negli Stati Uniti i lettori scelgono di ricevere il quotidiano preferito in abbonamento. Fino al 1976 gli abbonamenti raggiungevano il 90% delle copie vendute. Poi è iniziato un calo, ma ancora nel 2000 le copie vendute su abbonamento erano i tre quarti del totale. |          |                                        |
| Fonte fino all'anno 2000: G. Gozzini, op. cit. |          |                                        |

| Dati di diffusione della stampa periodica |                                            |
| Anno                                      | Diffusione                                 |
| 1914                                      | 24 milioni (261 copie ogni mille abitanti) |
| 1920                                      | 28 milioni                                 |
| 1930                                      | 40 milioni (319 copie ogni mille abitanti) |
| 1940                                      | 41 milioni (309 copie ogni mille abitanti) |
| Fonte: G. Gozzini, op. cit.               |                                            |

| I principali settimanali degli Stati Uniti |                    |            |
| Fondazione | Testata            | Diffusione |
| 1923 | Time               | [ 81 ]     |
| 1925 | The New Yorker     |            |
| 1930 | Fortune            |            |
| 1932 | Reader's Digest    | [ 82 ]     |
| 1933 | Newsweek           |            |
| 1936 | Life               |            |
| 1954 | Sports Illustrated |            |
| 1974 | People             |            |
| Nel 1937 i 213 settimanali statunitensi stampavano 89 milioni di copie totali. Nel 1962 le testate erano diventate 276 per oltre 200 milioni di copie. Oggi i principali settimanali statunitensi sono: People (oltre 3 milioni di copie), Time (3 milioni), Newsweek (oltre 2 milioni) e U.S. News & World Report (2 milioni). |                    |            |
| Fonte: G. Gozzini, op. cit. |                    |            |

- 1834 - 1850: Sun (20.000)
- 1850 - 1886: Morning Herald (100.000)
- 1886 - 1924: New York World (record: 374.000 nel 1892[38] e 850.000 nel 1914)[84]
- 1924 – 1975 circa: Daily News (record: 2,4 milioni nel 1947)[85]
- 1975 circa – Anni novanta: The New York Times
- Anni novanta - oggi: USA Today

Oggi i principali quotidiani statunitensi sono: USA Today (2,3 milioni di copie al giorno), The New York Times (2,1 milioni); The Wall Street Journal (1,3 milioni) ed il Los Angeles Times (467.000).
- Anni 1870: 12-15 milioni di $
- 1880: 39 milioni di $
- 1890: 71 milioni di $
- 1914: 500 milioni di $ circa[87]
- 1929: 860 milioni di $ (il 4% del PIL)
- 1937: 630 milioni di $[88]
- 1960: 4,646 miliardi di $[89]
- 1976: 11,637 miliardi di $[90]